# Saint-Jean (Nouveau-Brunswick)
Pour les articles homonymes, voir Saint-Jean.
Saint-Jean (en anglais : Saint John) est une cité située dans la baie de Fundy, au sud du Nouveau-Brunswick. C'est la plus vieille municipalité incorporée du Canada et la deuxième 
plus grande ville du Nouveau-Brunswick, après celle de Moncton. La cité est située au sud de la province, dans le comté de Saint-Jean, dont elle est le chef-lieu.
Située à l'embouchure du fleuve Saint-Jean, au bord de la baie de Fundy, la cité occupe, avec son port, une place importante dans l'économie des Maritimes.

## Toponyme
Le nom de la cité provient de sa position sur le fleuve Saint-Jean, découvert en 24 juin 1604 par Samuel de Champlain, et donc nommé en l'honneur de Jean le Baptiste. Le nom en français est Saint-Jean et celui en anglais est Saint John.
À noter que selon le gouvernement canadien, « seules deux municipalités du Canada possèdent un nom ayant deux formes officielles : Grand-Sault ou Grand Falls, et Cap-des-Caissie ou Caissie Cape, toutes deux situées au Nouveau-Brunswick. Les autres villes ne possèdent qu’une seule forme autorisée. C’est notamment le cas pour St. John’s (Terre-Neuve) et Saint John (Nouveau-Brunswick). La forme française « Saint-Jean », bien que passée dans l’usage, n’a aucun statut officiel. » Toutefois, la reconnaissance officielle de la forme française a été proposée[Par qui ?].[réf. nécessaire]

## Géographie

### Géographie physique

#### Topographie

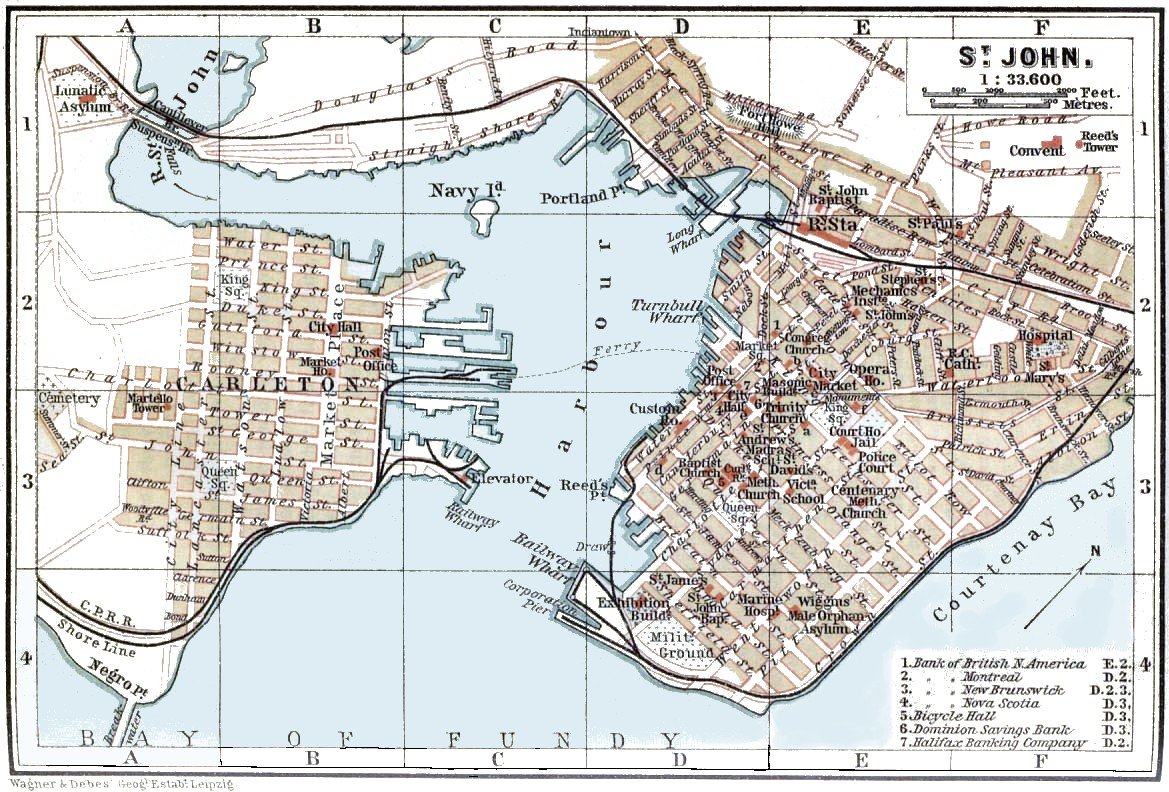
Carte de 1894

Saint-Jean est située au centre-sud de la province, au bord de la baie de Fundy. Saint-Jean se trouve à 415 kilomètres de route à l'ouest-nord-ouest d'Halifax, à 915 km à l'est de Montréal et à 650 km au nord-est de Boston. La cité a une superficie de 315,49 kilomètres carrés.
Située dans la partie sud-centrale de la province, sur le rivage au nord de la baie de Fundy à l'entrée du fleuve Saint-Jean, la cité est divisée en deux par l'écoulement en direction vers le sud de ce fleuve et la partie est de la cité est au bord de la rivière Kennebecasis dans le nord où cette rivière se jette dans le fleuve à Grande Baie.
La géographie de Saint-Jean est extrêmement complexe, il est donc impossible de donner une liste détaillée de toutes ses caractéristiques.
La topographie autour de la cité est vallonnée, le résultat de l'influence de deux chaînes de montagnes côtières longeant la baie de Fundy, les collines Sainte-Croix et les collines calédoniennes. De part et d'autre du fleuve, le relief forme de nombreuses collines, telles que le Ben Lomond (230 mètres), le mont Crane (170 mètres), la colline Nowland (150 mètres), la colline Charlinton (150 mètres), le mont Red Head (120 mètres), le mont Golden Grove (110 mètres) et le mont Crow (90 mètres).
Le littoral est irrégulier et forme de nombreuses pointes. Au sud-est de la cité se trouve une presqu'île, l'île Taylors. Il y en a une autre dans le fleuve, la Fausse Île.

#### Hydrographie
Au nord de la cité, la rivière Kennebecasis conflue avec le fleuve Saint-Jean, formant la Grande Baie. Au sud-ouest de cette dernière se trouve une baie plus petite, la baie du Sud. Après la Grande Baie, le fleuve passe à travers la cité dans une gorge étroite, en effectuant plusieurs méandres. À cet endroit se produit le phénomène dit des chutes réversibles, qui se produisent quand les marées de la baie changent la direction de l'écoulement du fleuve pour quelques kilomètres. Une série de corniches sous l'eau au point le plus étroit de cette gorge créent aussi des rapides.
Les autres cours d'eau importants sont la rivière Mispec et les ruisseaux Henderson, du Lac Spruce, Mill, Marsh et Graham.
La plaine côtière a plusieurs lacs d'eau douce dans les parties est, ouest et nord de la cité. Le principal est le Loch Lomond et les autres lacs importants sont Ashburn, Beaver, Bradley, Buck, Ferguson, Henderson, Latimer, Ludgate, Menzies, Mystery, Robertson, Spruce et Treadwell. Il y a également plusieurs étangs.
En raison de la nature du littoral, il y a un grand nombre d'anses et de baies. Les principales sont la baie de Courtenay, dans le port, le havre de Lorneville, entre l'Île Taylors et le continent, et la baie de Musquash, au sud-ouest.
Plusieurs îles sont incluses dans le territoire. Au nord, dans la Kennebecasis, se trouvent l'île Burnt et le rocher Red. Il y a également les Frères, composé de l'île Indian et Goat. Dans le fleuve, il y a une vaste île reliée au continent par un pont. Toujours dans le fleuve, il y a l'île Rowans, une autre île Goat, l'île Middle et l'île Crow.
Dans la baie de Fundy, on retrouve l'île Patridge, reliée par une digue, l'île Manawagomish, l'île Thumb Cap, les Rochers Shag et le récif Round.

#### Géologie
La géologie de la cité est variée. Le sous-sol est composé de différents types de roches sédimentaires ainsi que de roches ignées plutoniques et volcaniques. Il y a différentes bandes de roches orientées sud-ouest–nord-est. Du nord au sud, il y a des roches du Tonien, de l'Édiacarien, de l'Édiacarien au début du Cambrien, du Cambrien et du Pennsylvanien. Il y a également des roches du Mississippien dans le secteur de Millidgeville et du Cryogénien dans le nord-est. Finalement, il y a des roches du Trias et du missisippien au mont Red Head (sud-est).
La terre à travers la région est extrêmement rocailleuse avec des affleurements fréquents de granit.

#### Climat
Le climat de Saint-Jean est tempéré. La baie de Fundy a pour effet de rafraîchir l'air durant l'été et d'éloigner les tempêtes de neige importantes durant l'hiver. L'eau de la baie ne gèle jamais. Les températures moyennes en été oscillent entre 25 °C et 30 °C tandis que celles en hiver oscillent entre −10 °C et −20 °C.
| Mois                                  | jan.       | fév.       | mars      | avril      | mai       | juin      | jui.      | août      | sep.      | oct.       | nov.       | déc.       | année           |
| ------------------------------------- | ---------- | ---------- | --------- | ---------- | --------- | --------- | --------- | --------- | --------- | ---------- | ---------- | ---------- | --------------- |
| Température minimale moyenne (°C)     | −13,3      | −12,6      | −7,4      | −1,2       | 3,9       | 8,4       | 11,6      | 11,2      | 7,7       | 2,8        | −1,9       | −9,3       | 0               |
| Température moyenne (°C)              | −7,9       | −7,1       | −2,5      | 3,7        | 9,5       | 14        | 17,1      | 16,8      | 13        | 7,6        | 2,3        | −4,4       | 5,2             |
| Température maximale moyenne (°C)     | −2,5       | −1,5       | 2,4       | 8,5        | 15        | 19,6      | 22,6      | 22,4      | 18,2      | 12,3       | 6,4        | 0,5        | 10,3            |
| Record de froid (°C) date du record   | −33,2 2009 | −36,7 1948 | −30 1948  | −16,7 1969 | −7,8 1947 | −2,2 1949 | 1,1 1948  | −0,6 1947 | −6,7 1947 | −10,6 1974 | −16,9 1996 | −34,4 1989 | −36,7 11/2/1948 |
| Record de chaleur (°C) date du record | 14,8 2018  | 13,3 1994  | 25,4 2012 | 22,8 1976  | 33 1992   | 34,4 1941 | 33,7 2013 | 34,4 1976 | 33,9 1945 | 28,9 1930  | 21,7 1956  | 16,4 2008  | 34,4 22/8/1976  |
| Ensoleillement (h)                    | 124,9      | 124,5      | 149,9     | 165,9      | 199       | 211,6     | 225,9     | 216,8     | 181,9     | 147,8      | 97         | 102        | 1 947,3         |
| Précipitations (mm)                   | 123,5      | 91         | 108,2     | 105,3      | 109,8     | 101       | 88,4      | 81,7      | 105,6     | 116,4      | 134,1      | 130,4      | 1 295,5         |
| dont neige (cm)                       | 64,3       | 48,4       | 44,4      | 20         | 1,2       | 0         | 0         | 0         | 0         | 0,5        | 10,8       | 49,9       | 239,6           |
| Nombre de jours avec précipitations   | 16,2       | 12,8       | 14        | 13,9       | 13,7      | 12,9      | 11,5      | 10,5      | 10,5      | 11,9       | 14,4       | 15,6       | 157,9           |
| Nombre de jours avec neige            | 12,9       | 10,2       | 9,4       | 5,1        | 0,5       | 0         | 0         | 0         | 0         | 0,5        | 3,9        | 10,2       | 52,6            |

| Diagramme climatique                                  |             |              |              |            |            |              |              |              |              |              |              |
| J                                                     | F           | M            | A            | M          | J          | J            | A            | S            | O            | N            | D            |
| −2,5−13,3123,5                                        | −1,5−12,691 | 2,4−7,4108,2 | 8,5−1,2105,3 | 153,9109,8 | 19,68,4101 | 22,611,688,4 | 22,411,281,7 | 18,27,7105,6 | 12,32,8116,4 | 6,4−1,9134,1 | 0,5−9,3130,4 |
| Moyennes : • Temp. maxi et mini °C • Précipitation mm |             |              |              |            |            |              |              |              |              |              |              |

### Géographie humaine

#### Transports
|  | numéro |
|  | ------ |
|  | 1      |
|  | 7      |
|  | 100    |
|  | 111    |
|  | 177    |

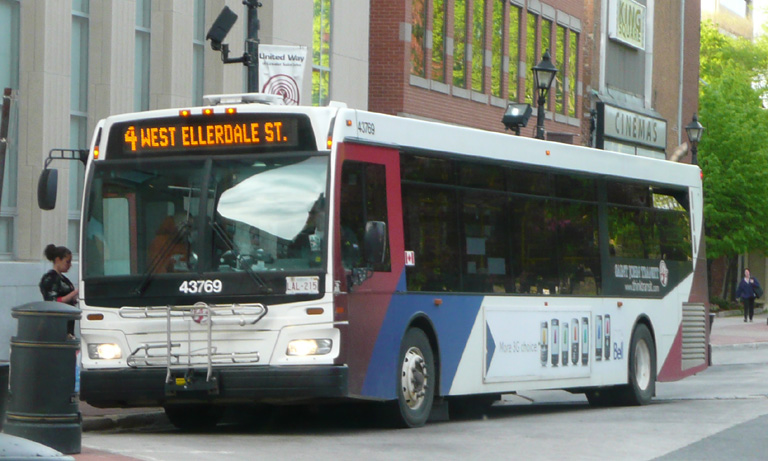
Un autobus public de la ville.

L'aéroport de Saint-Jean est situé à environ seize kilomètres du centre-ville, près du Loch Lomond. Ces dernières années, WestJet, Sunwing et Air Canada augmentèrent de façon significative le nombre de vols vers l'aéroport.
Bay Ferries assure un service de traversier vers Digby, en Nouvelle-Écosse. Un traversier exploité par le ministère des transports du Nouveau-Brunswick relie aussi le quartier de Millidgeville à Summerville, sur la péninsule de Kingston.
Le service de train de passager fut discontinuité en 1994 et la gare la plus proche est maintenant celle de Moncton. Le Canadien National et le Chemin de fer du sud du Nouveau-Brunswick opèrent toujours un service de marchandises.
Plusieurs autobus interurbains d'Acadian Lines desservent la cité. Le service d'autobus local est fourni par Saint John Transit.
Le port accueille aussi les pétroliers et autres navires de marchandise, en plus des paquebots.

#### Quartiers

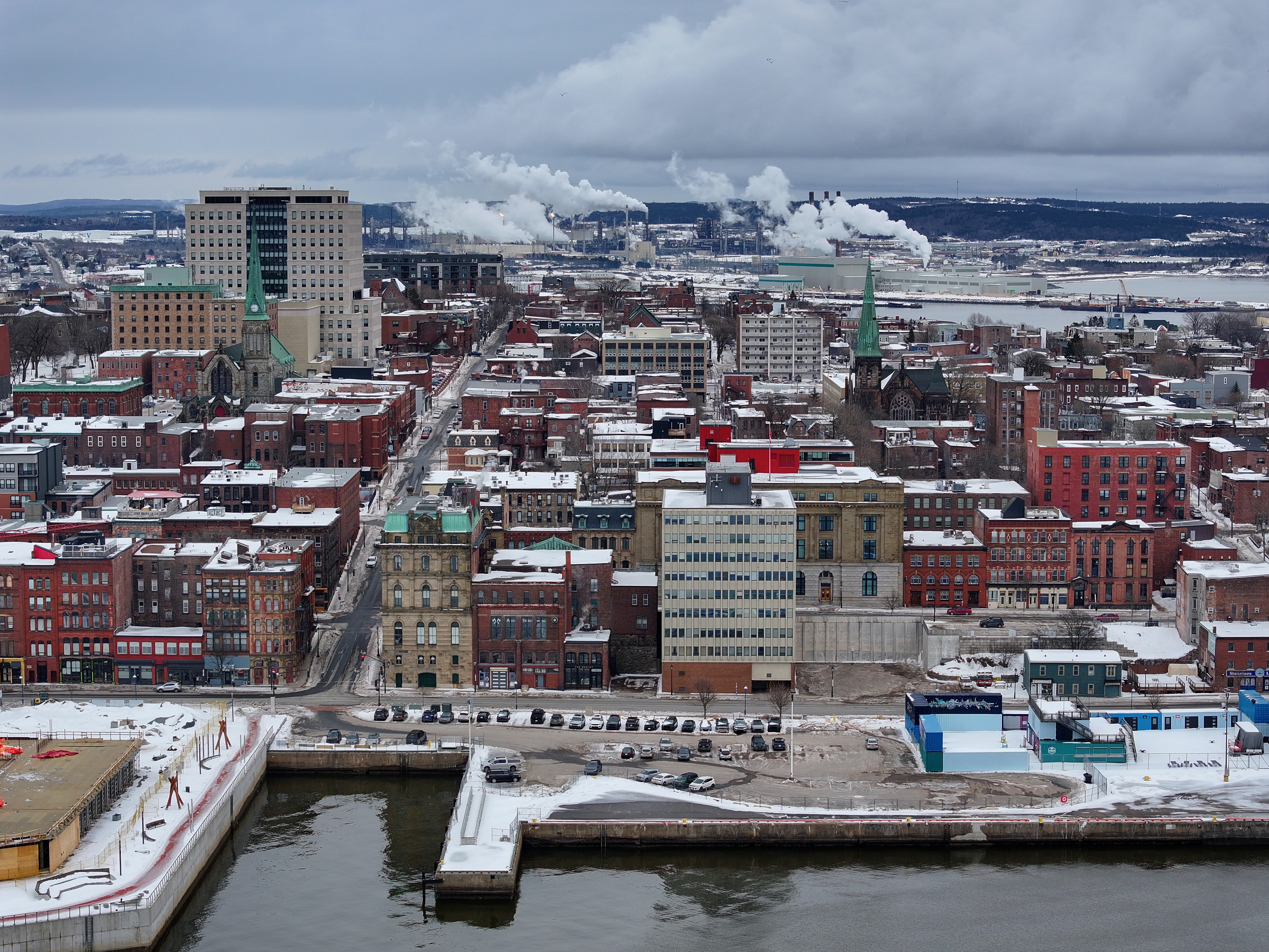
Le quartier historique du uptown de Saint-Jean regorge de bâtiments centenaires

Saint-Jean est une ville de quartiers et plusieurs habitants s'identifient avec leur quartier. Dans la péninsule centrale, à l'est du port, se trouve le site de la ville d'origine de la fusion de Parrtown et Carleton. Dans ce quartier, le centre-ville (anglais: Central Business District ou CBD) et le quartier historique de Trinity Royal se sont développés ensemble. Les habitants de la cité appellent ce quartier haute-ville (Uptown) plutôt que basse-ville (Downtown) parce qu'il se trouve sur une colline.
Le quartier dans le sud de la péninsule, au sud du centre-ville est dit South End, tandis que le quartier au nord du centre-ville est dit North End. Ces deux quartiers sont, en majorité, résidentiels avec les vieux logements connaissant un embourgeoisement.
La plupart du North End est la vieille ville de Portland. Indiantown, au nord des chutes réversibles se trouve ici. À cet endroit, la partie navigable du fleuve commence, et dans la passé, c'était ici que les remorqueurs et bateaux partaient pour exercer le commerce le long du fleuve et de la rivière.
Plus au nord du centre-ville, sur la berge sud de la rivière Kennebecasis se trouve le quartier Millidgeville. Le campus de l'Université de Nouveau-Brunswick à Saint-Jean et l'hôpital régional pour le sud de Nouveau-Brunswick se trouvent ici.
Le quartier à l'est du centre-ville sur l'autre côté de la baie de Courtney est appelé East Side. La cité y a connu et continue d'y connaître un développement important grâce à l'arrivée de plusieurs centres de commerce au détail. Depuis les années 1970, le corridor de Westmorland Road-McAllister Drive-Consumers Drive-Majors Brook Drive a connu un développement continuel, incluant McAllister Place, le plus grand centre commercial dans la cité. L'aéroport de Saint-Jean se trouve un peu plus à l'est, sise sur une plaine côtière parmi plusieurs lacs.
Le plus grand parc de la cité, Rockwood Park, est situé dans la région comprise entre Millidgeville et le quartier East Side. Avec ses 890 hectares il s'agit d'un des plus grands parcs urbains en Amérique. Le parc inclut des collines, des cavernes, quelques lacs d'eau douce, des sentiers pour marcher (et faire du ski de fond en hiver), un terrain de golf et un zoo. Le parc a été conçu par Calvert Vaux au milieu du XIXe siècle, un des urbanistes qui ont conçu le Central Park à New York. Le quartier Mount Pleasant, qui se trouve sur le côté sud du parc, est vu comme distinct du quartier plus pauvre du North End.
La partie de la cité située à l'ouest de la rivière Saint-Jean est appelée West Side.  Les habitants de la cité la divisent en plusieurs quartiers. Le quartier Lower West Side était un quartier ouvrier. Au moment où la cité fut incorporée, ce quartier était appelé Carleton. À l'ouest et au nord du Lower West Side, on retrouve l'ancienne ville de Lancaster, qui fut fusionnée avec Saint-Jean en 1967. La partie la plus au sud de Lancaster, près du port et de la baie de Fundy, est nommée Bayshore et c'est à cet endroit que le Canadien Pacifique avait établi le dépôt Bayshore. La partie nord de Lancaster est appelée Fairville. La brasserie Moosehead et plusieurs vieux édifices s'y trouvent. Enfin, à l'ouest de Lancaster se trouve le deuxième plus grand parc de la cité, le Irving Nature Park, situé sur une péninsule qui s'étend dans la partie ouest du port et de la baie de Fundy.
D'autres hameaux et lieux-dits incluent Acamac, Allen Cot, Ben, Black River Road, Colpitts, Frenchmans Creek, Greenwood, Lakewood, Lakewood Heights, Latimer Lake, Lorneville, Martinon, Morna, Red Head, Rocky Corner, South Bay, Spruce Lake, etc.
Les communautés qui sont incluses dans la région urbaine sont: Grand Bay-Westfield, Greenwich, Hampton, Kingston, Lepreau, Musquash, Petersville, Quispamsis, Rothesay, Saint-Martins et Upham.

## Histoire

### Origines

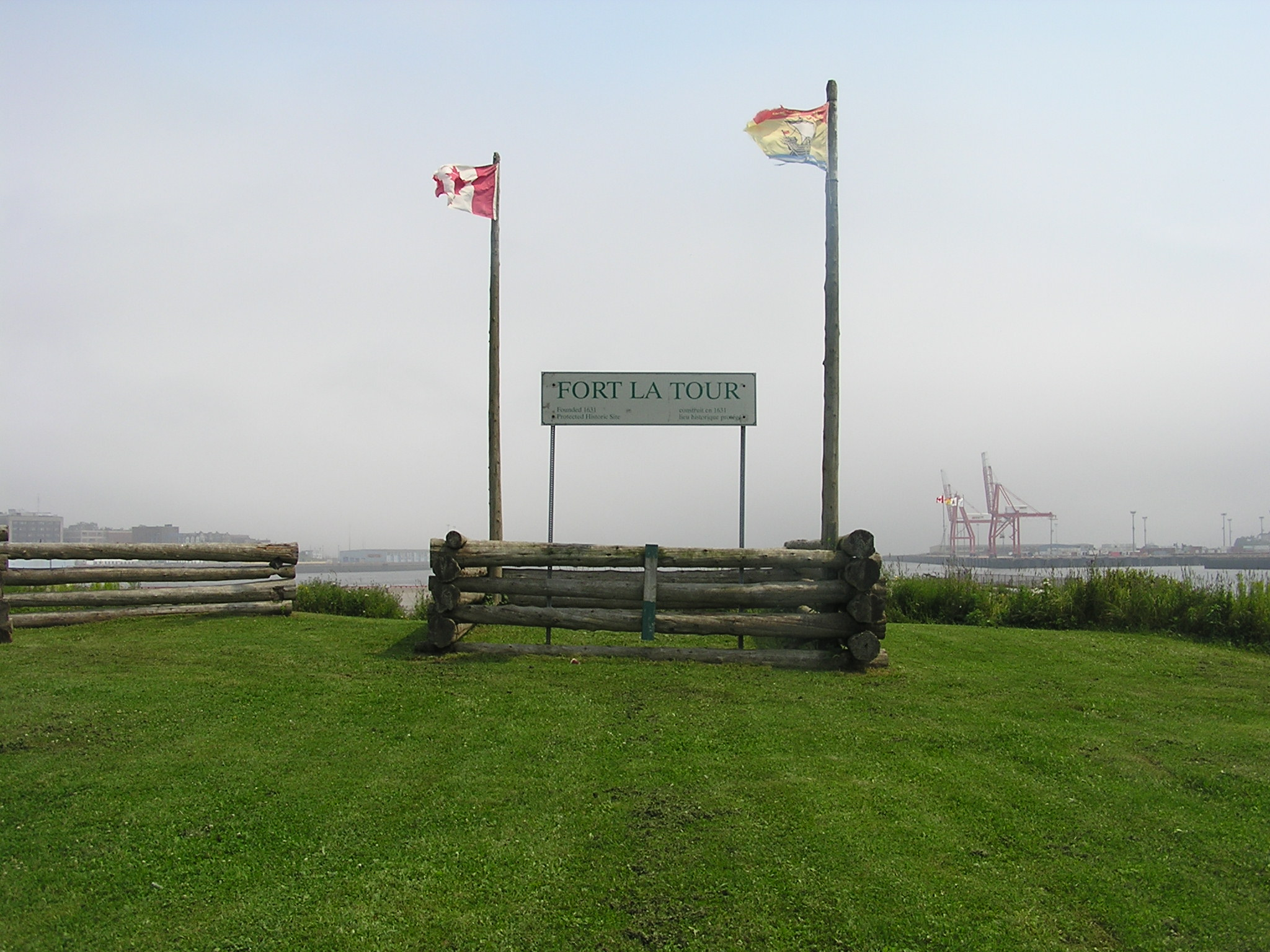
Le site du fort Sainte-Marie ou Fort La Tour

La région est habitée depuis au moins dix mille ans, d'après des découvertes archéologiques faites près des chutes réversibles. Précédée par la civilisation amérindienne archaïque des Maritimes, la région de la côte nord-ouest de la baie de Fundy a été habitée par la nation Passamaquoddy plusieurs milliers d'années avant l'arrivée des Européens, tandis que la région de la vallée du fleuve Saint-Jean a été habitée par la nation Micmacs puis par les Malécites. Le village d’Ouigoudi, sur l'île Navy, est mentionné pour la première fois par Samuel de Champlain mais il est habité depuis l'Antiquité.
Des pêcheurs Basques, Bretons et Normands visitent la région à partir du Moyen Âge.
Les premiers explorateurs européens documentés à visiter la région sont les Français. Samuel de Champlain, accompagné de Pierre Dugua de Mons, a exploré la baie de Fundy en 1604, marquant le début des explorations françaises dans cette région. Les affirmations selon lesquelles l'explorateur espagnol Esteban Gómez aurait exploré le havre de Saint-Jean en 1524 et nommé l'endroit « Rio de la Buelta » ne sont pas confirmées et manquent de preuves historiques solides.
Charles de Saint-Étienne de La Tour fonde le fort Sainte-Marie, aussi appelé Fort La Tour, en 1631, le premier établissement français au Nouveau-Brunswick. La Tour s'autoproclame gouverneur de l'Acadie, et cette rivalité grandit au cours des années 1630 avec Charles de Menou d'Aulnay, lui aussi prétendant au titre. Le 13 avril 1645, D'Aulnay attaque le fort alors que de La Tour se trouve à Boston. Françoise-Marie Jacquelin, l'épouse du gouverneur, défend héroïquement le fort pendant quatre jours. Le cinquième jour, à Pâques, Madame la Tour accepte de se rendre, à la condition que les hommes soient épargnés. D'Aulnay fait pendre tous les hommes, excepté la sentinelle tandis qu'il force Madame la Tour à les regarder mourir, la corde au cou. Elle meurt trois semaines plus tard.
Après la chute du fort Sainte-Marie, d'Aulnay fait construire le Fort Saint-Jean, sur la rive ouest du fleuve. D'Aulnay meurt par accident peu de temps après. De la Tour redevient ensuite gouverneur et épouse sa veuve.
Le 20 octobre 1672, Pierre de Joybert de Soulanges et de Marson obtient une concession à Saint-Jean.
En 1701, Jacques-François de Brouillan détruit le fort et déplace toutes les troupes à Port-Royal.
Le Traité d'Utrecht cède l'Acadie à l'Angleterre en 1713 mais Saint-Jean reste possession française. La ville est repeuplée par les Acadiens à partir de 1730. Ils sont déjà 18 en 1733.

### Régime anglais
La ville est prise par Monckton en 1758, durant la guerre de Sept Ans. La population est déportée. Les Britanniques reconstruisent le fort, qu'ils renomment le fort Frederick.
En 1762, l'Américain John Simonds établit un poste de traite près de l'ancien Fort Sainte-Marie ; il est bientôt rejoint par ses partenaires Hazen et White. Pendant la Révolution américaine, des corsaires attaquent la cité et détruisirent le Fort Frederick.
L'industrie forestière se développe rapidement, fournissant d'abord du bois équarri et ensuite du bois de sciage au Royaume-Uni et aux Antilles. Un premier chantier naval est inauguré en 1770, permettant de construire les navires servant au commerce du bois mais aussi de créer un nouveau produit d'exportation. Plusieurs constructeurs et navires deviennent célèbres, dont le Marco Polo.
À l'insistance des commerçants, le Fort Howe est construit en 1777. Indian House, désormais Indiantown, est un poste de traite avec les Amérindiens fondé en 1779.
La ville actuelle est arpentée en 1783, sous le nom de Parr. Le 18 mai de la même année, vingt bateaux transportant trois mille Loyalistes accostent dans le havre de Saint-Jean. Ils s'établissent dans trois établissements situés sur les rives du fleuve Saint-Jean : Parrtown à l'est, Carleton à l'ouest et Portland au nord. La province du Nouveau-Brunswick est séparée de la Nouvelle-Écosse et la localité en devient la capitale durant quelque temps avant d'être remplacée à ce titre par Fredericton. Le 18 mai 1785, Parrtown et Carleton sont fusionnés et constitués par charte royale, créant ainsi la Cité de Saint-Jean (City of Saint John), la première municipalité canadienne. La cité devient le chef -lieu du comté en 1786.
Début XIXe siècle et pour un siècle, le commerce du bois carré vers l'Angleterre va donner à des villes comme Ottawa, mais aussi Québec et Saint-Jean, un article de base sur lequel une communauté de taille pourra être érigée.
Au cours de la Révolution américaine et de la Guerre de 1812, plusieurs forts sont construits, par exemple le Fort Dufferin et la tour Martello, en raison de la situation stratégique de la cité.
La première banque du Canada, la Banque du Nouveau-Brunswick, est fondée en 1820 à Saint-Jean.
Le premier musée public du Canada est créé en 1842. Connu à l'origine sous le nom Musée Gesner, d'après l'inventeur du kérosène, Abraham Gesner. Maintenant connu sous le nom du Musée du Nouveau-Brunswick.
Seaview, à l'origine Irishtown, est fondé en 1821 par des immigrants irlandais. À partir des années 1820, des immigrants écossais s'établissent en ville mais, durant les années 1840, la Grande famine en Irlande donne à la cité son plus important afflux d'immigrants. Le gouvernement est obligé de construire une station de quarantaine et un hôpital sur l'Île Partridge, à l'entrée du port. Ces immigrants changent le caractère de la cité et de la région.
À partir de 1849, les tensions religieuses dégénèrent dans les émeutes orangistes, causant plusieurs morts.
En 1854, une épidémie de choléra touchant surtout les secteurs catholiques et pauvres pousse l'évêque Thomas Louis Connolly et Honoria Conway à fonder la première congrégation religieuse autochtone de langue anglaise au pays, les Sisters of Charity of the Immaculate Conception. La même année, une inondation cause de dommages importants mais est peu documentée.

### Confédération canadienne

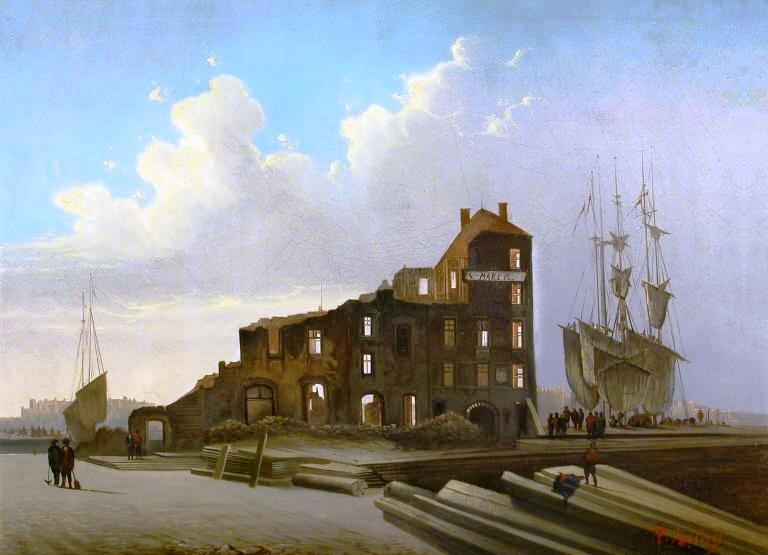
Dégâts causés par un incendie à Saint-Jean, N.-B., 1877, par R. Silroy

En raison de sa situation, de son port ouvert toute l'année et de ses chemins de fer, la cité joua un rôle important dans le commerce triangulaire entre l'Amérique du Nord britannique (et plus tard le Dominion du Canada), l'Angleterre et ses colonies dans les Caraïbes.
Des années 1860 à 1880, l'économie de Saint-Jean décline à la suite de la fin du protectionnisme dans les colonies britanniques, la diminution de la demande pour les navires en bois et une baisse du commerce.
Les pénuries de céréales en Europe incitent ensuite le Canada à fonder le chemin de fer Intercolonial en 1872 à Moncton, pour relier les provinces maritimes au Québec et à l'Ontario, avec des connexions à la Baie des Chaleurs et la région de Matane. Cette ligne permet, à partir de 1876 l'exportation des céréales en hiver, par Halifax, en Nouvelle-Ecosse, principal port canadien libre de glaces toute l'année: les négociants ne sont plus obligés de vendre toutes les céréales l'été, quand l'offre abondante déprime les prix.
Une crise économique mondiale sévit entre-temps à partir de 1874. Le grand incendie de Saint-Jean détruit une grande partie du centre-ville et du port en 1877.
La Confédération canadienne, ayant eu lieu en 1867, est désastreuse pour la ville puisque le chemin de fer Intercolonial, construit en 1876, fait entrer les commerçants de la ville en compétition avec ceux du Québec et de l'Ontario.
Tout en restant la principale ville des provinces de l'Atlantique, Saint-Jean voit un déclin de sa population à partir des années 1860, les journaux qualifiant d'exode l'émigration massive vers les « Boston states ». Malgré le nombre important d'immigrants débarquant à Saint-Jean à la fin du XIXe siècle, la plupart se déplacent ensuite vers le centre du pays ; un certain nombre de Juifs d'Europe de l'Est et de Libanais s'établissent tout de même en ville.
Durant les années 1880, l'administration et les commerçants font pression sur le gouvernement canadien afin d'assurer une meilleure place de la ville dans l'économie canadienne; le port est ensuite modernisé et le Canadien Pacifique construit une gare en 1889. Saint-Jean annexe la ville de Portland la même année.
En 1884, seulement deux ans après New York, Saint-Jean devient la première ville de la province à être alimentée en électricité, lorsque la Saint John Electric Light Company inaugure sa centrale électrique de l'allée Paradise. L'entreprise est rachetée par la Saint John Gaz and Light Company en 1886, formant un monopole jusqu'en 1890, lorsque la New Brunswick Electric Company ouvre une centrale sur la rue Princess et que la Eastern Electric Company fait de même sur la rue Water. Le réseau de tramway est électrifié par la Consolidated Electric Company en 1893, nécessitant une nouvelle centrale au coin des rues Union et Dock.
Une reprise de l'économie mondiale a lieu après 1895. L'économie ne redémarre qu'en 1901, lorsque le blé de l'ouest canadien remplace le bois du Nouveau-Brunswick à titre de principale marchandise exportée et que l'exode rural favorise la croissance de la ville. Saint-Jean (Nouveau-Brunswick) devient à son tour un grand port céréalier en 1896, brisant le monopole d'Halifax et Québec-Montréal. Halifax réplique dès 1899 en agrandissant son terminal céréalier, qui peut accueillir douze large navires céréaliers en même temps, sous la présidence d'un entrepreneur local, Samuel M. Brookfield. En 1900, Halifax construit aussi un silo-élevateur d'un demi-million de boisseaux.
La construction d'élévateurs à grain redémarre l'économie. La New Brunswick Power Company devient la seule compagnie électrique en ville en 1917. Le commerce engendré par Première Guerre mondiale fait gagner le port en importance. L'économie amorce ensuite un nouveau déclin, qui se poursuit jusqu'à la Grande Dépression des années 1930. La Commission d'énergie électrique du Nouveau-Brunswick est fondée en 1920 et installe ses bureaux en ville. Elle construit sa première sous-station en 1921 et une ligne électrique achemine l'électricité de la centrale de la rivière Musquash dès 1922. L'école St. Patrick's est inaugurée en 1924. Durant la Seconde Guerre mondiale, le port a perdu son importance à cause de la menace représentée par les U-boots. Cependant, l'industrie crût, notamment avec la production du bois en placage pour le De Havilland Mosquito. À cause de la menace des U-boots, plusieurs batteries furent construites autour du port.
Le premier aéroport se trouvait au nord du centre-ville à Millidgeville, parmi les chalets sur un plateau surplombant la rivière Kennebecasis. C'était ici que le pilote Amelia Earhart atterrit pendant sa traversée de l'océan Atlantique en solitaire en 1932. Le nouvel aéroport de Saint-Jean, qui fut construit après la Seconde Guerre mondiale, se trouve dans l'est de la cité. La New Brunswick Power Company est rachetée par la Commission d'énergie électrique du Nouveau-Brunswick en 1940. L'école St. John the Baptist/King Edward est inaugurée en 1948. Le réseau de tramway est toutefois démantelé la même année. L'école intermédiaire Bayside et l'école Princess Elizabeth ouvrent leurs portes en 1949.
L'école mémoriale Barnhill est inaugurée en 1952. L'école Loch Lomond ouvre ses portes en 1953. L'école Prince Charles et l'école secondaire mémoriale St. Malachy's accueillent toutes deux leurs premiers élèves en 1954. L'école secondaire Champlain Heights est inaugurée en 1956. L'école intermédiaire Beaconsfield ouvre ses portes en 1957. Les cours commencent à l'école Bayview et à l'école intermédiaire Lorne en 1958. Les écoles St. Rose et Seawood sont toutes deux inaugurées en 1960. L'école Hazen-White-St. Francis et l'école Forest Hills ouvrent leur portes en 1961. L'école Lakewood Heights, l'école Morna Heights et l'école mémoriale M. Gerald Teed accueillent leurs premiers élèves en 1963. Les travaux de l'école Havelock et de l'école Centennial sont terminés en 1966. L'école Millidgeville North ouvre ses portes en 1967.
Le pont Harbour et plusieurs routes sont construites en 1970, facilitant le transport régional. L'école secondaire Simonds est aussi inaugurée en 1970. L'école Island View ouvre ses portes en 1972. L'école Glen Falls est inaugurée en 1973. La centrale électrique de la rue Dock est fermée en 1976.
L'école Samuel-de-Champlain, la seule école francophone, est inaugurée en 1984. Les Jeux du Canada d'été de 1985 sont organisés à Saint-Jean; les nouvelles installations construites à cette occasion favorisent la croissance du tourisme. L'école secondaire Saint John emménage dans un nouvel édifice en 1986, la même année où a lieu l'inauguration de l'école secondaire Harbour View.
L'hôpital général de Saint-Jean est démoli en 1995.

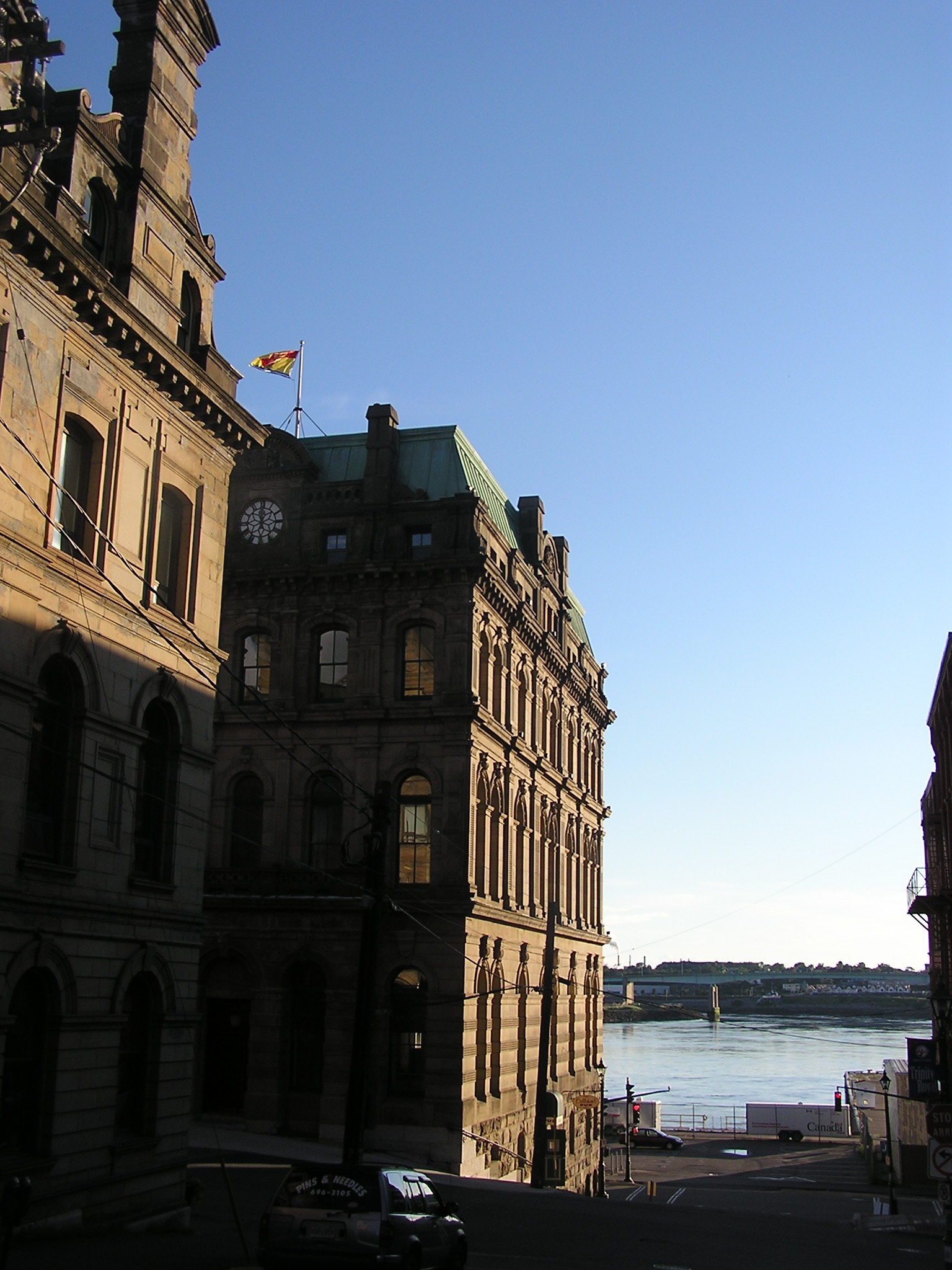
Rue Princess
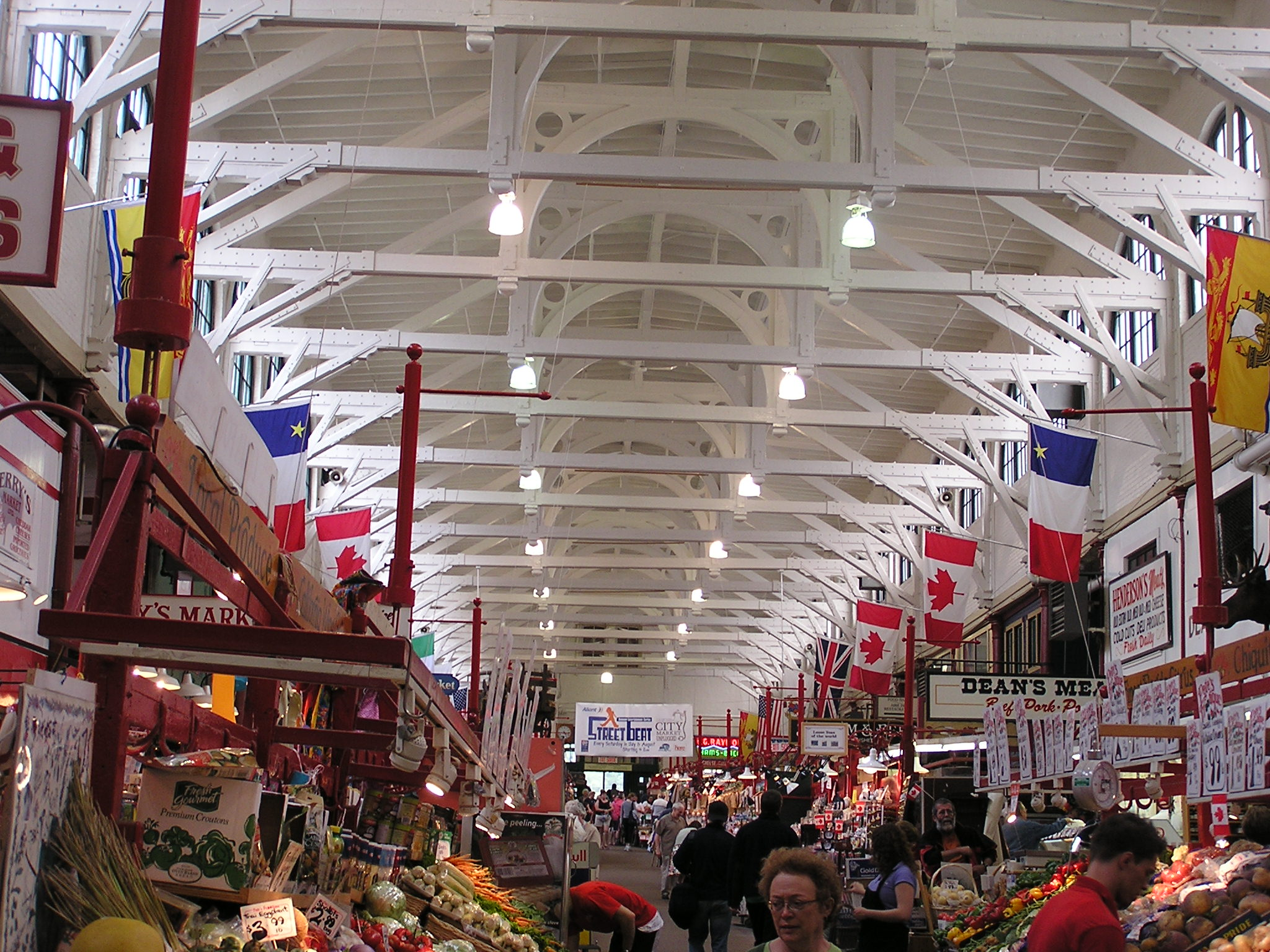
Vieux Marché de 1876
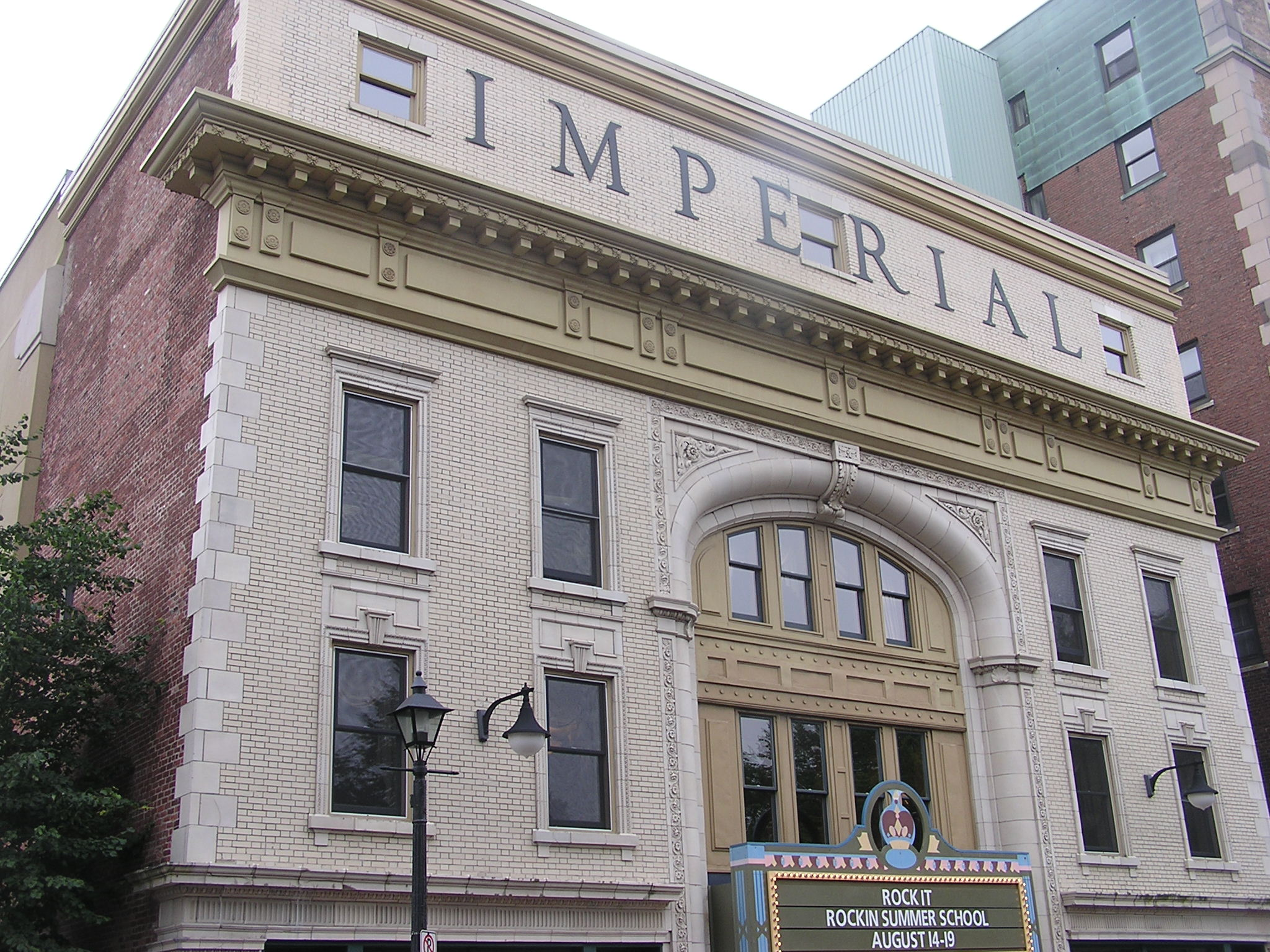
Théâtre Impérial
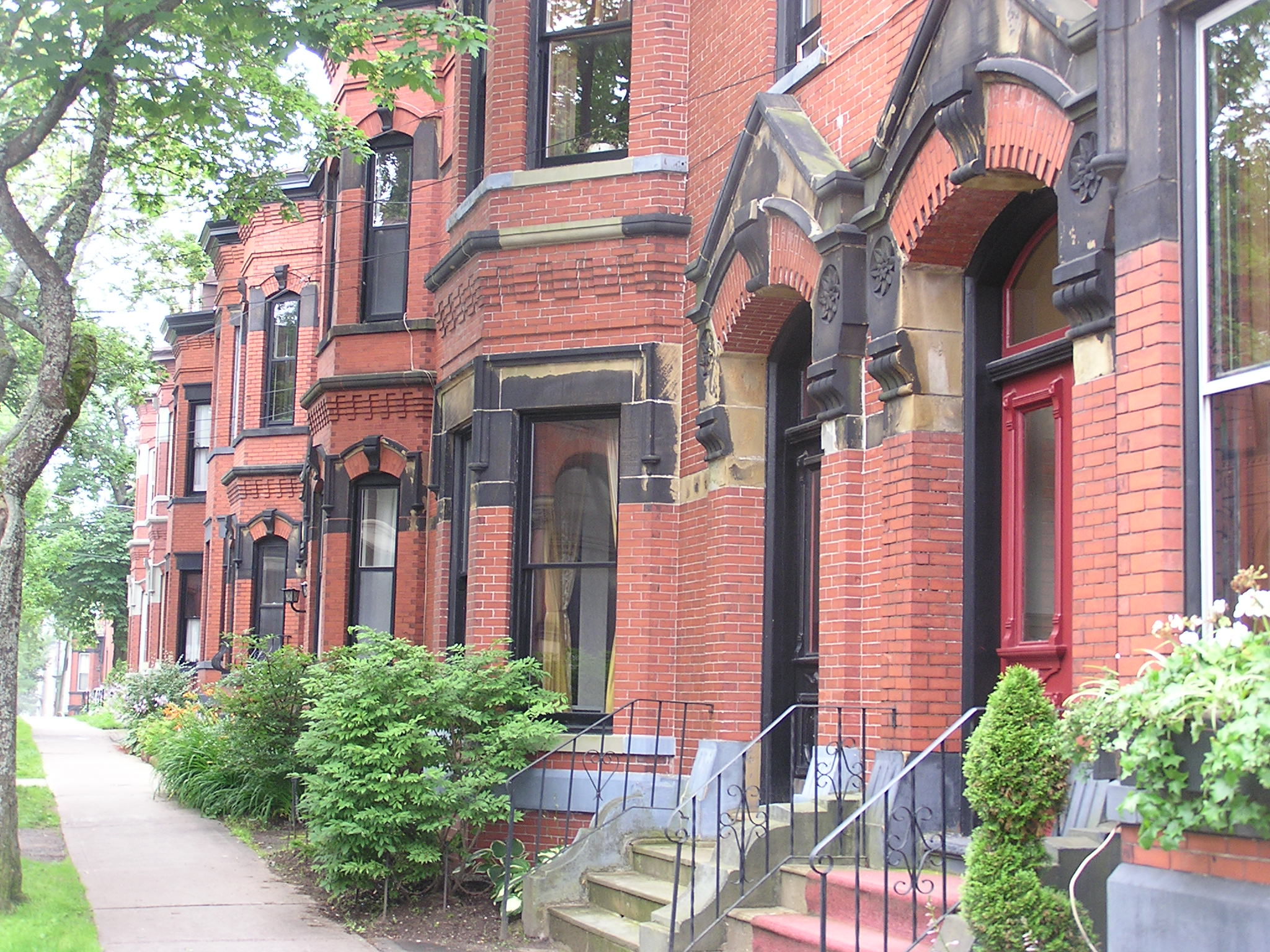
Rue Germain
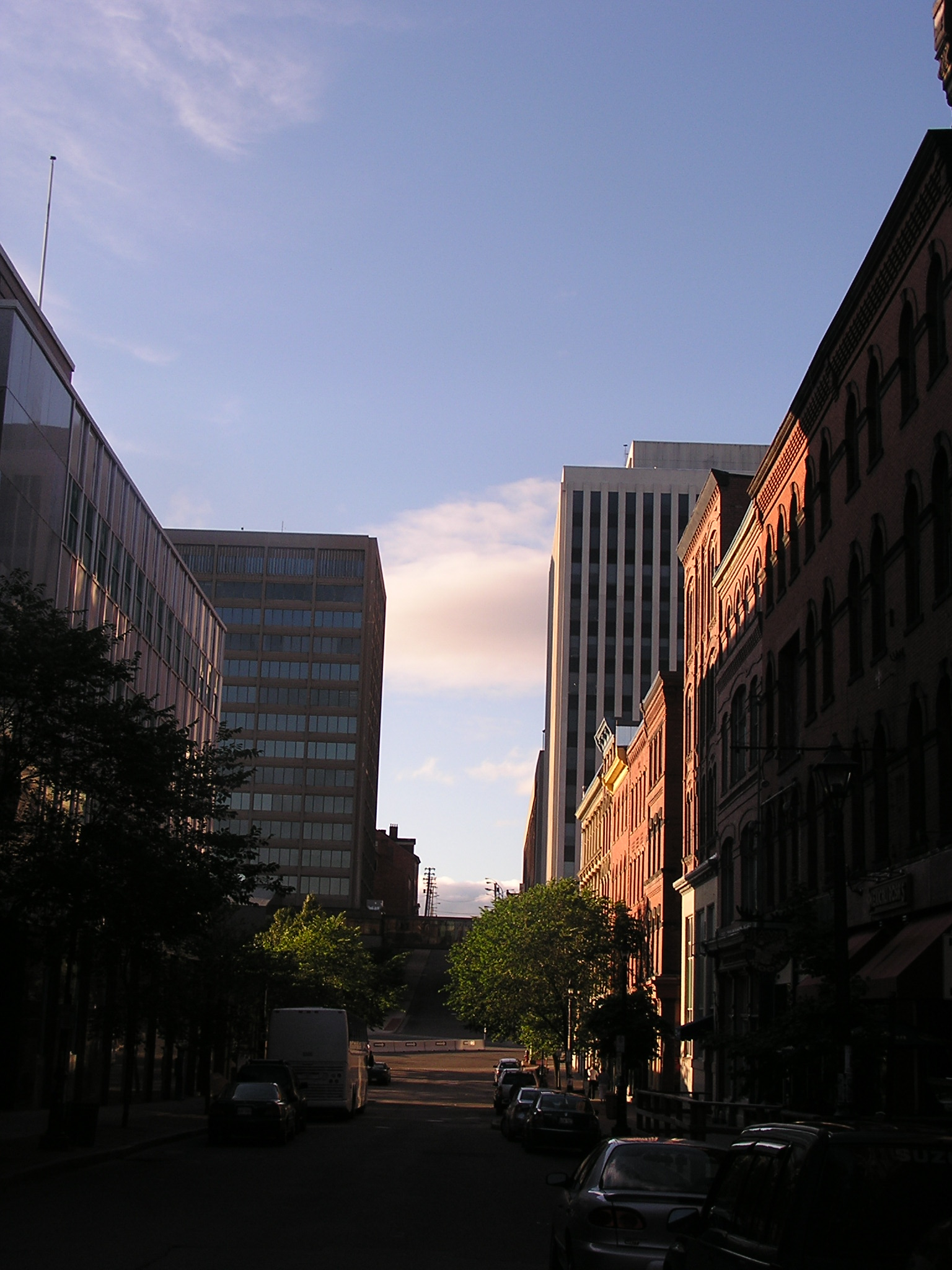
Rue Prince William
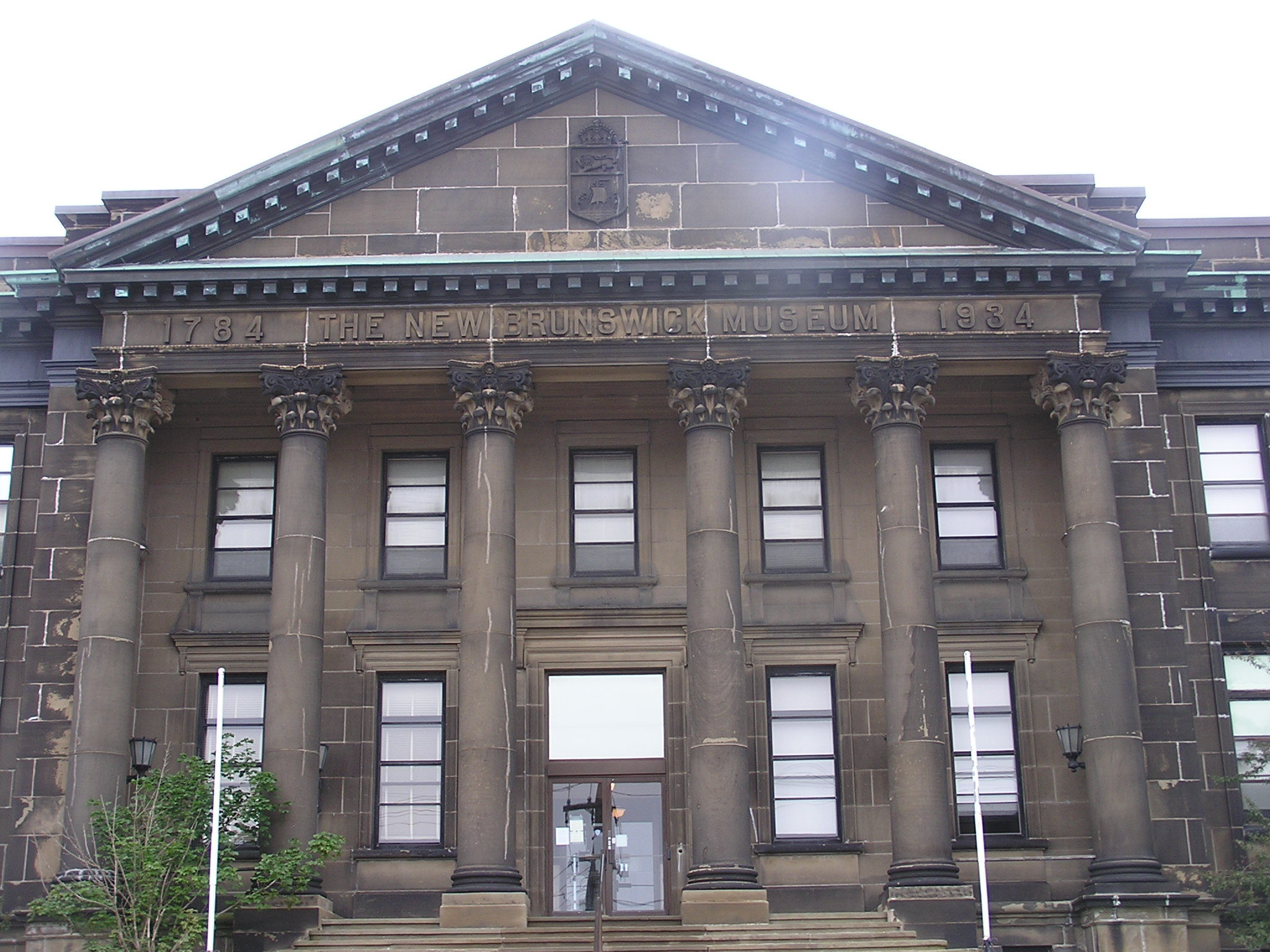
Musée du Nouveau-Brunswick

## Chronologie municipale
- 1631 : Fondation de Saint-Jean, qui fait partie du territoire de l'Acadie.
- 1763 : Saint-Jean fait maintenant partie du comté de Sunbury, dans la province de Nouvelle-Écosse.
- 1784 : La province du Nouveau-Brunswick est créée. Saint-Jean fait toujours partie du comté de Sunbury.
- 18 mai 1785 : Carleton est fusionnée avec Saint-Jean. Saint-Jean est incorporée et fait maintenant partie du comté de Saint-Jean.
- 1867 : Confédération canadienne.
- 1889 : La ville de Portland est fusionnée à Saint-Jean.
- 1967 : La ville de Lancaster, la paroisse de Lancaster et une portion de la paroisse de Simonds sont fusionnés à la cité[35],[36],[37]
- 1er janvier 2023: Le territoire de la ville reste inchangé après la réforme de la gouvernance locale[38].

## Symboles
| O Fortunati Moenia Surgunt Quorum Jam |
| ------------------------------------- |

| L'écu de Saint-Jean se blasonne ainsi : écartelé de gueules et d'azur, au premier à un baril à poissons accompagné en chef d'un poisson nageant en fasce, à dextre et à sénestre de quatre poissons plus petits nageant en fasce l'un sur l'autre, au deuxième à six arbres rangés en fasce de grandeur décroissante, surmontés d'un soleil non figuré, au troisième à un voilier d'époque voguant, au quatrième à deux castors l'un sur l'autre, le tout d'or. |

Le sceau officiel de la cité de Saint-Jean fut adopté le 26 mai 1785, lors de la deuxième séance du conseil communal, et dessiné plus tard par Ward Chipman. Au fil du temps, le sceau devint les armoiries de la cité. Le blason est surmonté de la couronne de Saint Edward, représentant la loyauté à la monarchie britannique, l'arrivée des loyalistes en 1783 ainsi que la charte royale de 1785. Le blason est supporté par deux orignaux (autrefois des wapitis et ensuite des chevreuils).
La fleur officielle de la ville est le géranium rouge.

## Démographie
La cité comptait 70 063 habitants en 2011, soit une hausse de 3,0 % en 5 ans. Les données du recensement de 2011 n'étant pas encore toutes disponibles, les autres aspects de la démographie de Moncton sont connus grâce au recensement de 2006. Il y a en tout 29 310 ménages dont 19 100 familles. Les ménages comptent en moyenne 2,3 personnes tandis que les familles comptent en moyenne 2,7 personnes. Les ménages sont composés de couples avec enfants dans 20,0 % des cas, de couples sans enfants dans 28,0 % des cas et de personnes seules dans 31,3 % des cas alors que 20,7 % des ménages entrent dans la catégorie autres (familles monoparentales, colocataires, etc.). 62,4 % des familles comptent un couple marié, 12,9 % comptent un couple en union libre et 24,7 % sont monoparentales. Dans ces dernières, une femme est le parent dans 85,2 % des cas. L'âge médian est de 41,3 ans, comparativement à 41,5 ans pour la province. 84,5 % de la population est âgée de plus de 15 ans, comparativement à 83,8 % pour la province. Les femmes représentent 53,3 % de la population, comparativement à 51,3 % pour la province. Chez les plus de 15 ans, 36,0 % sont célibataires, 42,2 % sont mariés, 4,7 % sont séparés, 8,5 % sont divorcés et 8,6 % sont veufs. De plus, 8,6 % vivent en union libre.
| 1785         | 1810         | 1815         | 1824  | 1834   |
| ------------ | ------------ | ------------ | ----- | ------ |
| 3 500 (est.) | 4 500 (est.) | 5 000 (est.) | 8 488 | 12 885 |

| 1840   | 1851   | 1861   | 1871   | 1891   |
| ------ | ------ | ------ | ------ | ------ |
| 20 716 | 22 745 | 27 317 | 28 805 | 39 000 |

| 1901   | 1911   | 1921   | 1931   | 1941   |
| ------ | ------ | ------ | ------ | ------ |
| 40 711 | 42 511 | 47 166 | 47 514 | 50 084 |

| 1951   | 1961   | 1971   | 1981   | 1986   |
| ------ | ------ | ------ | ------ | ------ |
| 50 779 | 55 153 | 89 039 | 80 515 | 76 381 |

| 1991   | 1996   | 2001   | 2006   | 2011   |
| ------ | ------ | ------ | ------ | ------ |
| 74 969 | 72 494 | 69 661 | 68 043 | 70 063 |

| 2016   | - | - | - | - |
| ------ | - | - | - | - |
| 74 621 | - | - | - | - |

Les autochtones représentent 1,3 % de la population et 4,6 % des habitants font partie d'une minorité visible. Les immigrants représentent 4,3 % de la population et 1,1 % des habitants sont des résidents permanents. 2,5 % des habitants ne sont pas citoyens canadiens et 87,4 % des habitants âgés de plus de 15 ans sont issus de familles établies au Canada depuis trois générations ou plus. En date du 16 mai 2006, 83,5 % des gens avaient la même adresse depuis au moins un an alors que 12,3 % habitaient auparavant ailleurs dans la même ville, que 2,2 % habitaient ailleurs dans la province, que 1,3 % habitaient ailleurs au pays et que 0,7 % habitaient ailleurs dans le monde. À la même date, 59,1 % des gens avaient la même adresse depuis au moins cinq ans alors que 29,0 % habitaient auparavant ailleurs dans la même ville, que 6,3 % habitaient ailleurs dans la province, que 3,5 % habitaient ailleurs au pays et que 2,2 % habitaient ailleurs dans le monde.
La langue maternelle est le français chez 5,2 % des habitants, l'anglais chez 90,3 % et les deux langues chez 0,4 % alors que 4,0 % sont allophones. Les deux langues officielles sont comprises par 14,4 % de la population alors que moins de 0,1 % des habitants sont unilingues francophones, que 85,3 % sont unilingues anglophones et que 0,2 % ne connaissent ni l'anglais ni le français. Le français est parlé à la maison par 1,8 % des gens, l'anglais par 95,2 %, les deux langues officielles par 0,3 %, le français et une langue non officielle par 0,0 %, l'anglais et une langue non officielle par 0,2 % et une langue non officielle seule par 2,5 %. Le français est utilisé au travail par 1,1 % des employés et l'anglais par 97,9 % alors que 0,7 % des employés utilisent les deux langues officielles, que 0,0 % utilisent le français et une langue non officielle, que 0,1 % utilisent l'anglais et une langue non officielle et que 0,3 % utilisent uniquement une langue non officielle.
| Évolution des langues maternelles (en %) | Légende                                                         |
| ---------------------------------------- | --------------------------------------------------------------- |
|                                          | - Anglais - Français - Anglais et français - Autre(s) langue(s) |
| Sources,:                                |                                                                 |

Chez les plus de 15 ans, 25,6 % n'ont aucun certificat, diplôme ou grade, 30,4 % ont uniquement un diplôme d'études secondaires ou l'équivalent et 44,0 % détiennent aussi un certificat, un diplôme ou un grade post-secondaire; par comparaison, ces taux s'élèvent à 29,4 %, 26,0 % et 44,6 % au provincial. Parmi la même tranche d'âge, 9,9 % des gens possèdent un diplôme d'un programme d'un an au CCNB ou l'équivalent, 18,8 % détiennent un diplôme d'un programme de trois ans au CCNB ou l'équivalent, 3,6 % ont un diplôme ou un certificat universitaire inférieur au baccalauréat et 11,7 % ont un certificat, un diplôme ou un grade universitaire plus élevé. Parmi ces diplômés, 7,1 % sont formés en enseignement, 1,9 % en arts ou en communications, 4,7 % en sciences humaines, 6,0 % en sciences sociales ou en droit, 27,1 % en commerce, en gestion ou en administration, 2,2 % en sciences et technologies, 5,9 % en mathématiques ou en informatique, 23,2 % en architecture, en génie ou dans des domaines connexes, 0,8 % en agriculture, en ressources naturelles ou en conservation, 14,1 % en santé, parcs, récréation ou conditionnement physique, 6,9 % en services personnels, de protection ou de transport et 0,0 % dans d'autres domaines. Les diplômés post-secondaires ont terminé leurs études à l'extérieur du pays dans 5,3 % des cas.

## Économie

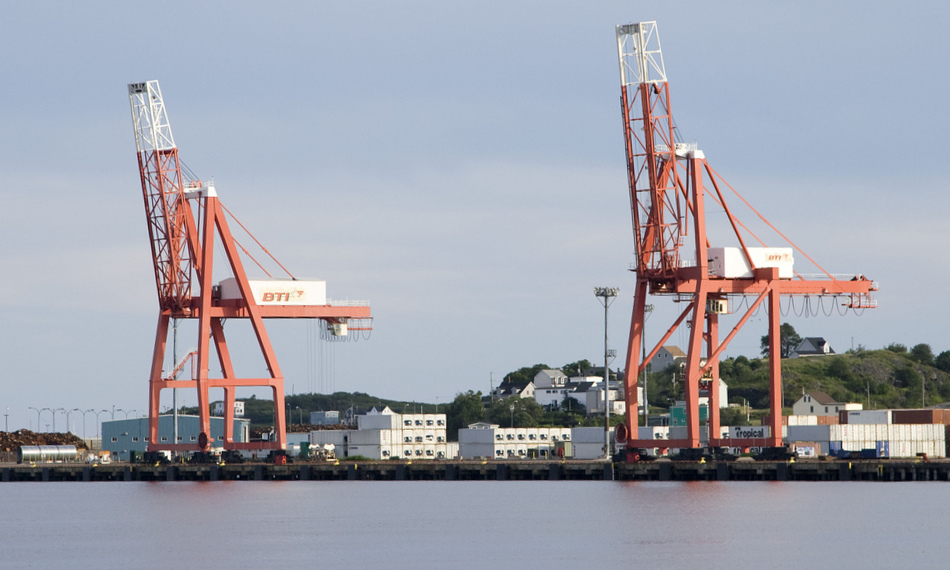
Le port de Saint-Jean.

(septembre 2024).

### Travail et revenu
Le recensement de 2006 de Statistique Canada fournit aussi des données sur l'économie. Chez les habitants âgés de plus de 15 ans, le taux d'activité était alors de 61,7 %, le taux d'emploi était de 56,3 % et le taux de chômage était de 8,6 % ; à titre de comparaison, ceux de la province étaient respectivement de 63,7 %, 57,3 % et 10,0 %.
Parmi la population en âge de travailler, 36 465 personnes ont déclaré des gains et 53 320 ont déclaré un revenu en 2005. 89,7 % avaient aussi déclaré des heures de travail non rémunérées. Le revenu médian s'élevait alors à 22 510 $ avant et à 20 561 $ après impôt, comparativement à la moyenne provinciale de 22 000 $ avant et 20 063 $ après impôt ; les femmes gagnaient en moyenne 2 462 $ de moins que les hommes après impôt, soit 18 099 $. En moyenne, 69,8 % du revenu provenait de gains, 16,3 % de transferts gouvernementaux et 13,9 % d'autres sources. 15,5 % de toutes les personnes dans les ménages avaient un faible revenu après impôt, une proportion montant à 21,9 % pour les moins de 18 ans.
Parmi la population active occupée, 3,6 % des gens travaillaient à domicile, 0,2 % travaillaient ailleurs dans le monde, 8,3 % étaient sans lieu de travail fixe et 87,9 % avaient un lieu de travail fixe. Parmi les travailleurs ayant un lieu de travail fixe, 95,6 % travaillaient en ville, 0,6 % travaillaient ailleurs dans le comté, 3,3 % travaillaient ailleurs dans la province et 0,5 % travaillaient dans une autre province.

### Principaux secteurs
En 2006, on dénombrait 2,6 % des emplois dans l'agriculture, la pêche et les autres ressources, 5,7 % dans la construction, 7,6 % dans la fabrication, 5,3 % dans le commerce de gros, 13,3 % dans le commerce de détail, 4,1 % dans la finance et l'immobilier, 13,3 % dans la santé et les services sociaux, 5,0 % dans l'éducation, 24,3 % dans les services de commerce et 18,8 % dans les autres services.
Saint-Jean est le moteur industriel des provinces maritimes du Canada. On y retrouve la plus grande concentration d'industries sur la côte Atlantique au nord de la ville de New York. L'industriel K. C. Irving et sa famille ont construit un conglomérat dans la cité durant le XXe siècle avec des intérêts dans le pétrole, les forêts, les chantiers navals, les médias et les transports. Les sociétés d'Irving sont les employeurs dominants dans la région. Les plus importants employeurs sont le port pétrolier, le port de Saint-Jean, la plus grande raffinerie de pétrole au Canada, une usine de pulpe de papier, une usine de papier journal et une usine de papier mouchoir. Un projet de construction d'une seconde raffinerie est actuellement à l'étude.
Jusqu'aux années 2000, le plus important chantier naval au Canada était un employeur important dans la cité. Pendant les années 1980 et 90, on y a construit neuf des douze frégates canadiennes de classe Halifax. Cependant, le chantier restera sans contrats après la construction de ces frégates et n'opère plus aujourd'hui qu'une activité marginale.
D'autres importants employeurs de la cité incluent la brasserie Moosehead, Aliant, Atlantic Health Sciences Corporation, l'hôpital régional de Saint-Jean, plusieurs centres d'appel et Énergie NB, qui opère trois centrales électriques dans la région, incluant la centrale nucléaire de la Pointe Lepreau
Avant l'ouverture de la voie maritime du Saint-Laurent dans les années 1950, le port de Saint-Jean fonctionnait comme le port d'hiver pour Montréal (Québec) quand les navires étaient incapables de traverser la banquise dans le golfe du Saint-Laurent et le fleuve Saint-Laurent. Le Canadien Pacifique  construisit une ligne de Montréal à Saint-Jean en 1889 qui traversait l'État du Maine et la plupart de ses passagers et les cargaisons trans-Atlantique sont arrivés ou ont quitté Saint-Jean dans les mois d'hiver. Le port a perdu son importance avec l'ouverture de la voie maritime et les services des brise-glaces dans les années 1960. En 1994, Canadien Pacifique a quitté Saint-Jean quand la société a vendu la ligne au Chemin de fer du sud du Nouveau-Brunswick (du groupe Irving). Le Canadien National opère toujours des trains de marchandises vers  Saint-Jean via la ligne principale de Moncton.
La Bayview Credit Union est une caisse populaire membre de la Credit Union Central of New Brunswick ayant son siège social à Saint-Jean. Elle compte en tout sept succursales, dont quatre en ville.
Entreprise Saint-Jean, membre du Réseau Entreprise, a la responsabilité du développement économique. La cité compte un centre d'affaires de la Banque de développement du Canada.

### Renouvellement urbain
Un projet de renouvellement urbain a commencé dans les années 1970 grâce à une association des gouvernements fédéral, de la province, de la municipalité et du chemin de fer Canadien Pacifique. Le pont Harbour et une autoroute ont été construits. Le terminal pour le traversier qui relie Saint-Jean avec Digby (Nouvelle-Écosse) a été transféré du Long Wharf à un nouvel endroit dans le quartier du Lower West Side parce que des nouveaux immeubles à bureaux ont été construits dans le centre-ville et des usines historiques sont devenues des magasins et des musées.
Des projets pour l'avenir incluent notamment le tourisme et la renaissance du centre-ville. En 1982, un grand nombre de bâtiments du centre-ville ont été classés monuments historiques. Un développement majeur est la mise en valeur de la baie et du port pour le tourisme et les résidences. La cité poursuit également la construction d'un terminal qui accueille les bateaux de croisières.

## Administration
(septembre 2024).
Saint-Jean était le chef-lieu du comté de Saint-Jean de sa création en 1784 jusqu'à l'abolition des gouvernements de comté, dans les années 1960.

### Conseil municipal
Le conseil municipal est formé d'un maire, de deux conseillers généraux et de huit conseillers de quartier. La cité est en effet divisée en quatre quartiers à des fins administratives.
L'administration de Saint-Jean a en fait suivi une longue évolution. Entre 1912 et le milieu des années 1930, la municipalité est gérée par une commission. En 1963, la responsabilité administrative est transférée à un directeur général nommé par le conseil communal, qui conserve le pouvoir exécutif. Le 9 octobre 2007 un plébiscite est organisé concernant la façon dont le conseil communal sera composé à l'avenir. Les électeurs votent majoritairement en faveur de la proposition.
Conseil municipal actuel
Le conseil communal actuel est élu lors de l'élection quadriennale du 10 mai 2021.
| Mandat      | Fonctions               | Nom(s)                            |
| ----------- | ----------------------- | --------------------------------- |
| 2016 - 2020 | Maire                   | Don Darling                       |
| 2016 - 2020 | Conseillers généraux    | Gary Sullivan                     |
| 2016 - 2020 | Conseillers de quartier |                                   |
| 2016 - 2020 | #1                      | Blake Armstrong, Greg J. Norton.  |
| 2016 - 2020 | #2                      | Sean Casey, John MacKenzie.       |
| 2016 - 2020 | #3                      | Gerry Lowe, Donna Reardon.        |
| 2016 - 2020 | #4                      | David Merrithew, Ray Strowbridge. |

Conseils précédents
Un conseil est formé lors de l'élection du 12 mai 2008. La conseillère Patty Higgins est élue lors d'une élection partielle tenue le 14 juillet 2008 à la suite de deux recomptages. Le conseil municipal précédent est élu lors de l'élection quadriennale du 14 mai 2012. Donnie Snook est forcé de quitter son poste à la suite d'accusations de possession et de production de pornographie juvénile. Une élection partielle a donc lieu le 13 mai 2013 et Gerry Lowe l'emporte dans le quartier 3.

### Liste des maires
|  | Indépendant | 1994-1995     | Thomas J. Higgins  |
|  | Indépendant | 1995-2004     | Shirley A. McAlary |
|  | Indépendant | 2004-2008     | Norm McFarlane     |
|  | Indépendant | 2008-2012     | Ivan Court         |
|  | Indépendant | 2012-2016     | Mel K. Norton      |
|  | Indépendant | 2016-en cours | Don Darling        |

### Services municipaux
Le service d'incendie de Saint-Jean, fondé en 1786, compte une caserne centrale et six casernes secondaires.
Le service de police de Saint-Jean, fondé en 1849, est le plus important de la province. Le chef est Allen Bodechon. Les détachements de la Gendarmerie royale du Canada les plus proches sont quant à eux situés à Pointe-Lepreau et à Hampton.
La Power Commission of The City of Saint John, dont la marque de commerce est Saint John Energy, est une compagnie publique chargée de la distribution de l'électricité dans la cité.

### Représentation et tendances politiques
Canada: Saint-Jean fait partie de la circonscription fédérale de Saint John. Cette circonscription est représentée à la Chambre des communes du Canada par Rodney Weston, du Parti conservateur. Saint-Jean est représentée à l'Assemblée législative du Nouveau-Brunswick par sept députés.
|                      | Député              | Parti                           |
| Saint John-Fundy     | Glen Savoie         | Parti progressiste-conservateur |
| Rothesay             | Margaret-Ann Blaney | Parti progressiste-conservateur |
| Saint John-Est       | Glenn Tait          | Parti progressiste-conservateur |
| Saint John Harbour   | Carl Killen         | Parti progressiste-conservateur |
| Saint John Portland  | Trevor Holder       | Parti progressiste-conservateur |
| Saint John Lancaster | Dorothy Shephard    | Parti progressiste-conservateur |
| Fundy-River Valley   | Jim Parrott         | Parti progressiste-conservateur |

## Vivre à Saint-Jean

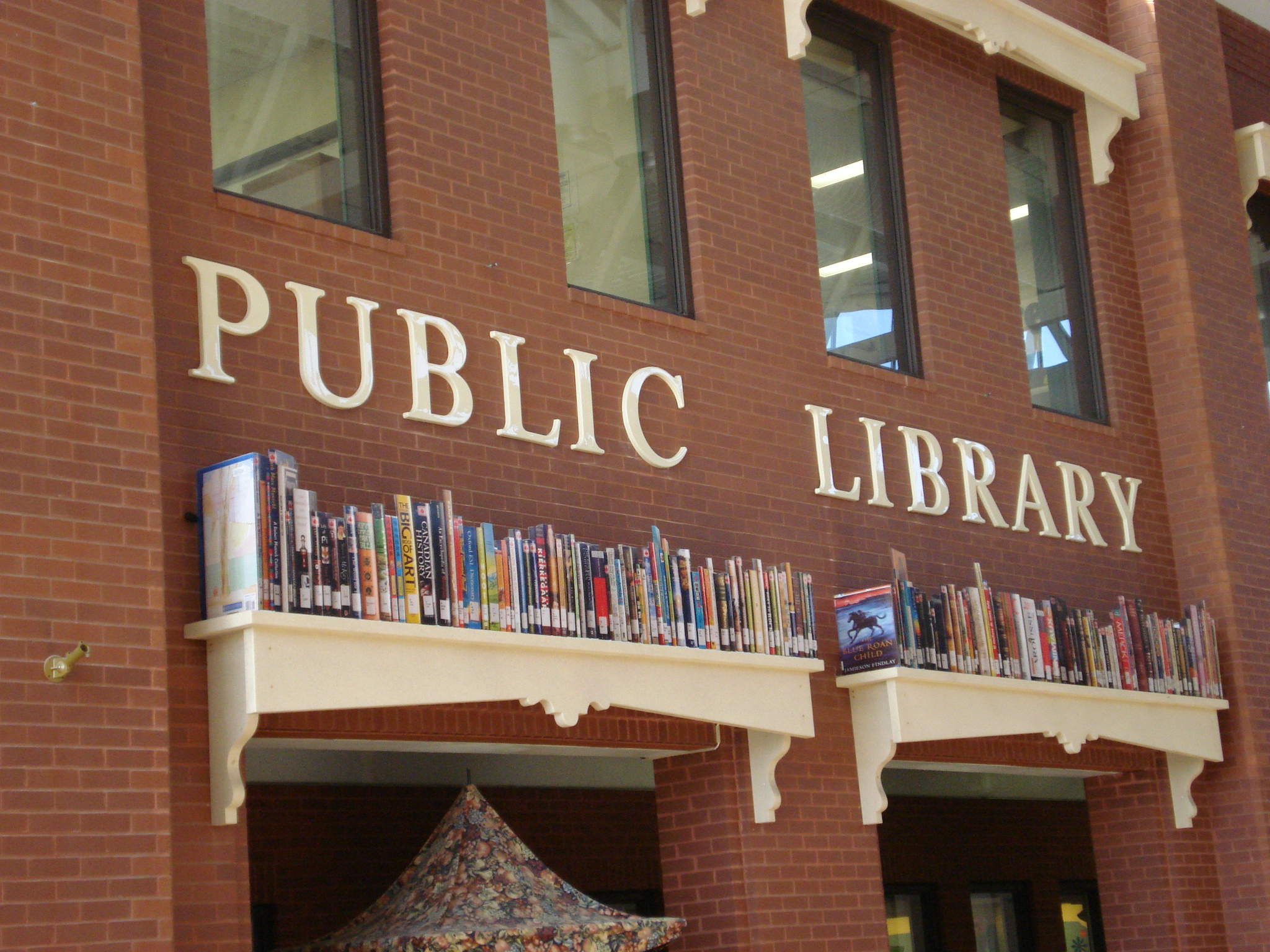
Bibliothèque centrale.

### Éducation
En 1964, l'Université du Nouveau-Brunswick créa le campus de Saint-Jean, UNB Saint John. Située à l'origine dans plusieurs édifices éparpillés dans la cité, l'UNBSJ ouvrit un nouveau campus en 1968 dans le quartier du Parc Tucker. Ce campus prit de l'expansion au fil des années, et constitue actuellement la branche de l'UNB qui connaît la croissance la plus rapide, grâce à plusieurs nouveaux bâtiments construits entre les années 1970 et 2000. Une tendance récente est l'augmentation du nombre d'étudiants étrangers. La cité est aussi l'hôte du plus grand campus  du Collège communautaire du Nouveau-Brunswick de la province, situé dans le East End.
La bibliothèque publique de Saint-Jean a été fondée en 1883 et est l'une des plus anciennes au Canada. La bibliothèque possède quatre succursales. La bibliothèque centrale possède une collection de journaux du sud du Nouveau-Brunswick et une exposition d'œuvres d'art. Fondée en 1968, la succursale ouest possède une collection de livres sonores. La succursale ouest a été fondée en 1967. La bibliothèque Le Cormoran est située au deuxième étage du Centre scolaire-communautaire Samuel-de-Champlain. Elle est la seule bibliothèque francophone de la région.
Saint-Jean est le siège du district scolaire Anglophone South, qui regroupe toutes les écoles anglophones des comtés de Charlotte, King et Saint-Jean. Saint-Jean était le siège du district scolaire 8 jusqu'à la réforme de 2012. Saint-Jean fait également partie du sous-district 9 du district Francophone Sud. L'école francophone Samuel-de-Champlain, la seule école du sous-district 9, offre des cours à tous les niveaux, de la maternelle à la douzième année. Il y a également 28 écoles élémentaires, intermédiaires et secondaires anglophones. Une école privée, Rothesay Netherwood School, est située dans la ville limitrophe de Rothesay. Saint-Jean possède la plus vieille école publique du Canada, Saint John High School.

### Santé

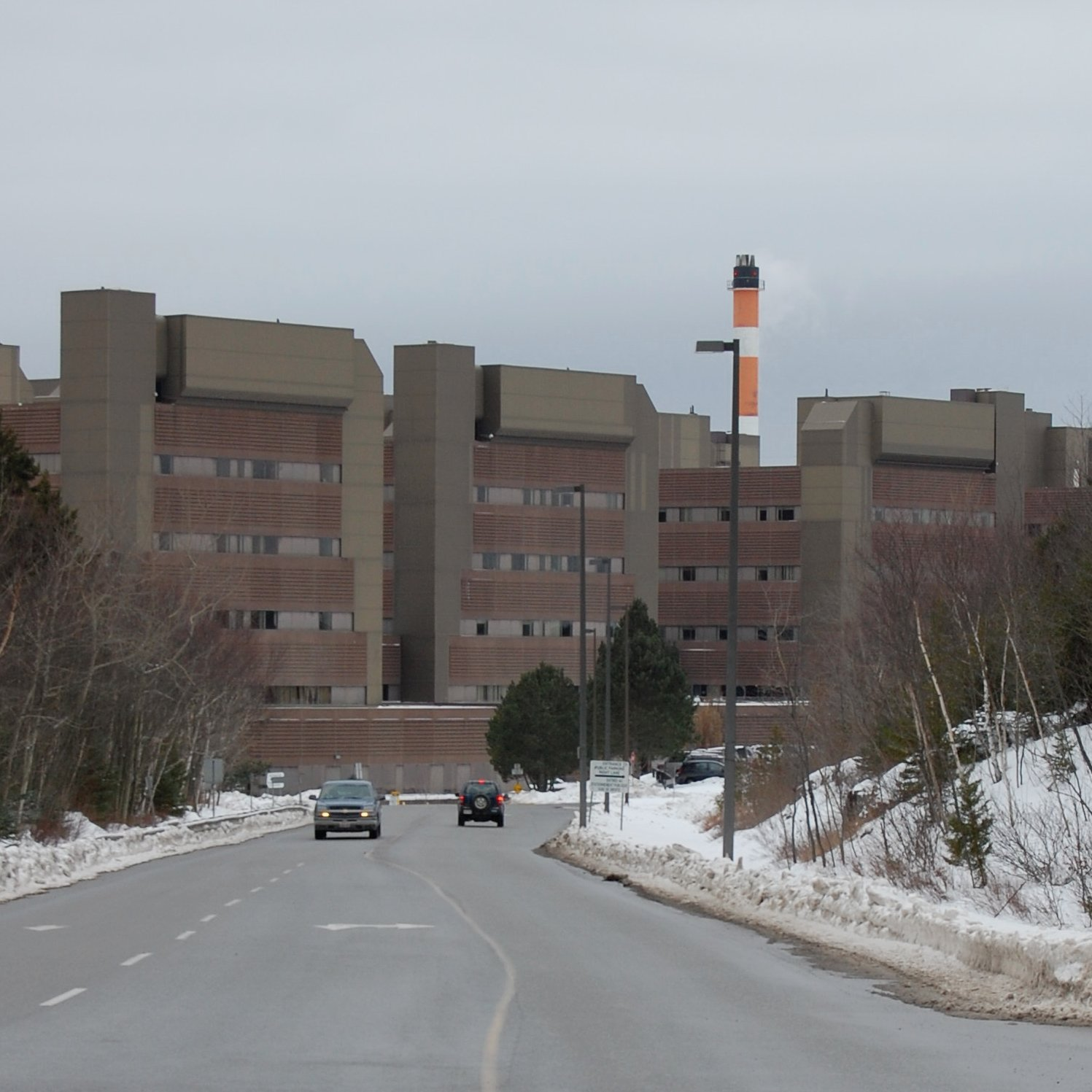
L'hôpital régional.

La cité est desservie par l'hôpital Saint-Joseph et l'hôpital régional. Il y a aussi le service de soins de longue durée en santé mentale, le centre de traitement des dépendances Ridgewood, l'aile des anciens combattants Ridgewood et le Centre de santé communautaire St. Joseph. La ferme Lonewood, un centre de traitement des dépendances à long terme pour hommes, est situé à Grand Bay-Westfield.
Saint-Jean compte plusieurs foyer de soins agréés, soit la Carleton Kirk Lodge, le Kennebec Manor, la Loch Lomond Villa, Rocmaura, la Church of St. John and St. Stephen Home et la Turnbull Nursing Home.

### Médias

#### Journaux
Le Telegraph-Journal, le principal quotidien anglophone du Nouveau-Brunswick, est publié à Saint-Jean. Les autres journaux publiés en ville sont les hebdomadaires Here, New Freeman et West Side Times, le bi-hebdomadaire francophone Le Saint-Jeannois, le bimensuel Choices After 50 ainsi que le mensuel chinois East Coast Chinese Newspaper. Au cours de son histoire, la ville a déjà eu 136 journaux anglophones et 1 journal francophone, L'Étoile du Nord en 1879.

#### Radio
- 930 AM - CFBC (AM)
- 88,1 FM - CBAL-4
- 88,9 FM - CHNI
- 91,3 FM - CBD, CBC Radio One
- 92,5 FM - CFMH-FM, la radio du campus de l'Université du Nouveau-Brunswick
- 94,1 FM - CHSJ-FM
- 96,1 FM - CINB-FM
- 97,3 FM - CHWV-FM
- 98,9 FM - CJYC-FM
- 100,5 FM - CIOK-FM
- 101,5 FM - CBZ CBC Radio Two
- 102,3 FM - CBAF-1, Première Chaîne
- 103,5 FM - CJEF-FM
- 105,7 FM - CHQC-FM, L'onde francophone de Saint-Jean

#### Télévision
- CBAT-TV (CBC Television)
- CHIF (Global)
- CKLT-TV (CTV Television Network)
- CBAFT (Radio-Canada)

### Parcs et jardins
- Parc Rockwood
- Parc nature Irving
- Parc Mispec

Le parc Dominion bénéficie d'une plage d'eau douce surveillée.

### Cimetières
- Vieux cimetière (Old Burial Groud) (1783-1848)
- Cimetière Wesleyen (wesleyan Burial Ground)
- Church of England (1845-)
- Good Shepherd (anglican) (début du XIXe siècle-)
- St. Marys (catholique romain) (1853-)
- Holy Cross (catholique romain) (1865-)
- St. Joseph's (catholique romain) (1878-)
- Fernhill (général) (1848-)
- Cedar Hill (général) (début du XIXe siècle-)
- Cedar Hill extension (général) (1922-)
- Greenwood (général) (du milieu du XIXe siècle-)
- Old Methodist (méthodiste)
- Shaarei Zedek (juif) (1872-)
- Ocean View Memorial Garden (des années 1960 à nos jours)
- Fownes & Melvin's Sea Captains Burial Ground

### Sport
La  cité de Saint-Jean a compté une équipe de la ligue Américaine de hockey, les Flames (club-école des Flames de Calgary) entre 1993 et 2003. Les Flames ont remporté la Coupe Calder en 2000-2001. La cité de Saint-Jean a également accueilli le match des étoiles de la ligue américaine de hockey en 1997.
Depuis 2005, les Sea Dogs, une équipe de la Ligue de hockey junior majeur du Québec, a élu domicile dans la cité de Saint-Jean. Les parties locales sont disputées à Harbour Station, au centre-ville, aréna de 6 350 sièges.
La cité de Saint-Jean abrite une piscine de dimension olympique, construite pour les Jeux du Canada de 1985.
Divers événements ponctuels furent aussi tenu à Saint-Jean au fil des années, par exemple les Internationaux Patinage Canada en 1995, les championnats du monde de patinage artistique en 1998 et les championnats du monde de curling en 1999.
Saint-Jean accueillit la XVIIe finale des Jeux de l'Acadie en 1996 et la XXXIe finale en 2010.

### Religion
Saint-Jean est le siège de l'archidiaconé de Saint-Jean, qui regroupe toutes les paroisses anglicanes de la ville, excepté la partie ouest. Il dépend du diocèse anglican de Fredericton et il compte un seul doyenné, le doyenné de Saint-Jean.
Saint-Jean compte douze églises anglicanes, douze églises catholiques romaines, onze églises unies du Canada, neuf églises baptistes, quatre églises pentecôtistes, deux salles du royaume des témoins de Jéhovah ainsi que vingt-et-un autres lieux de cultes variés, dont une mosquée et une synagogue.

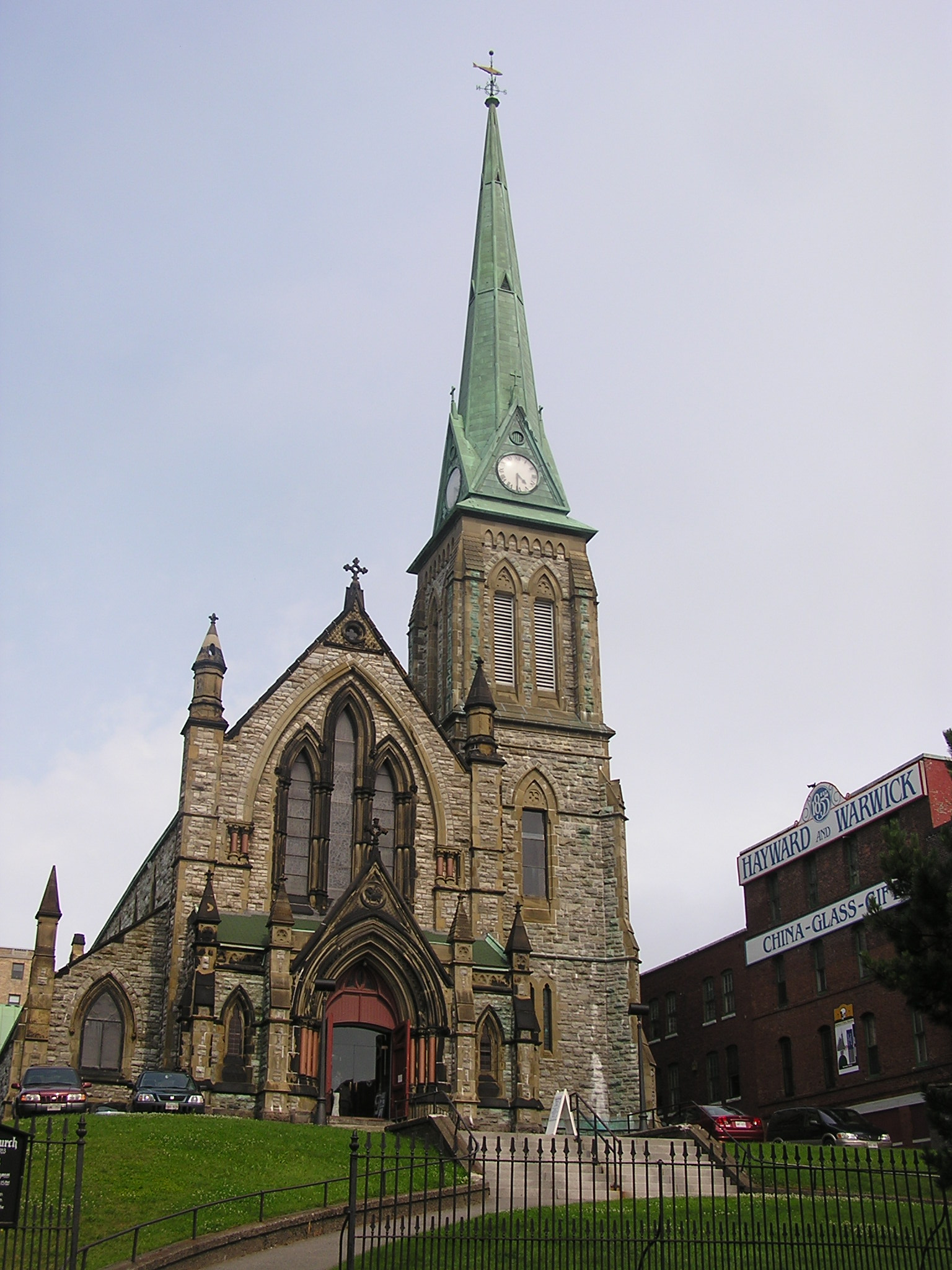
L'église anglicane Trinity
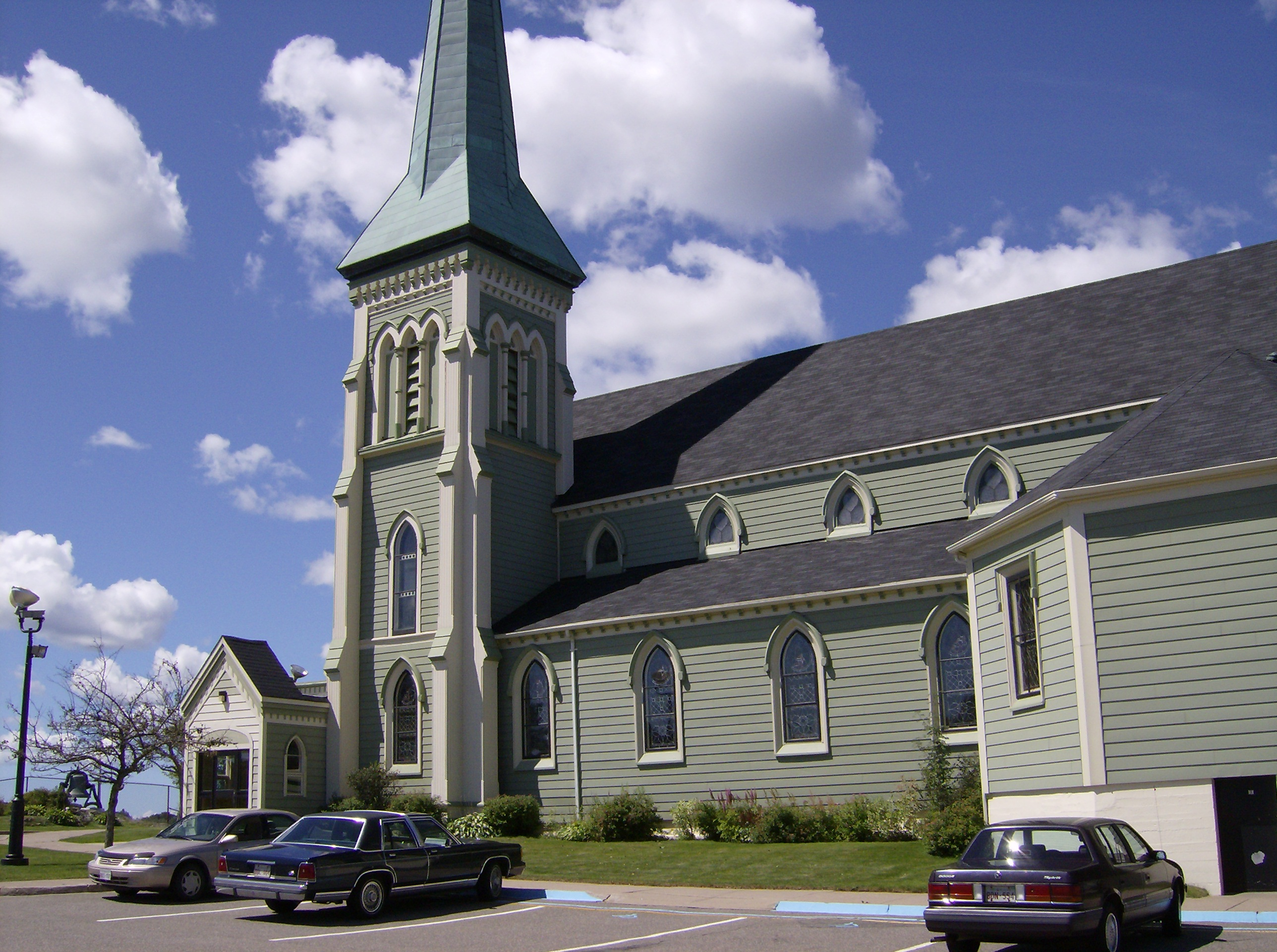
L'une des églises catholiques.
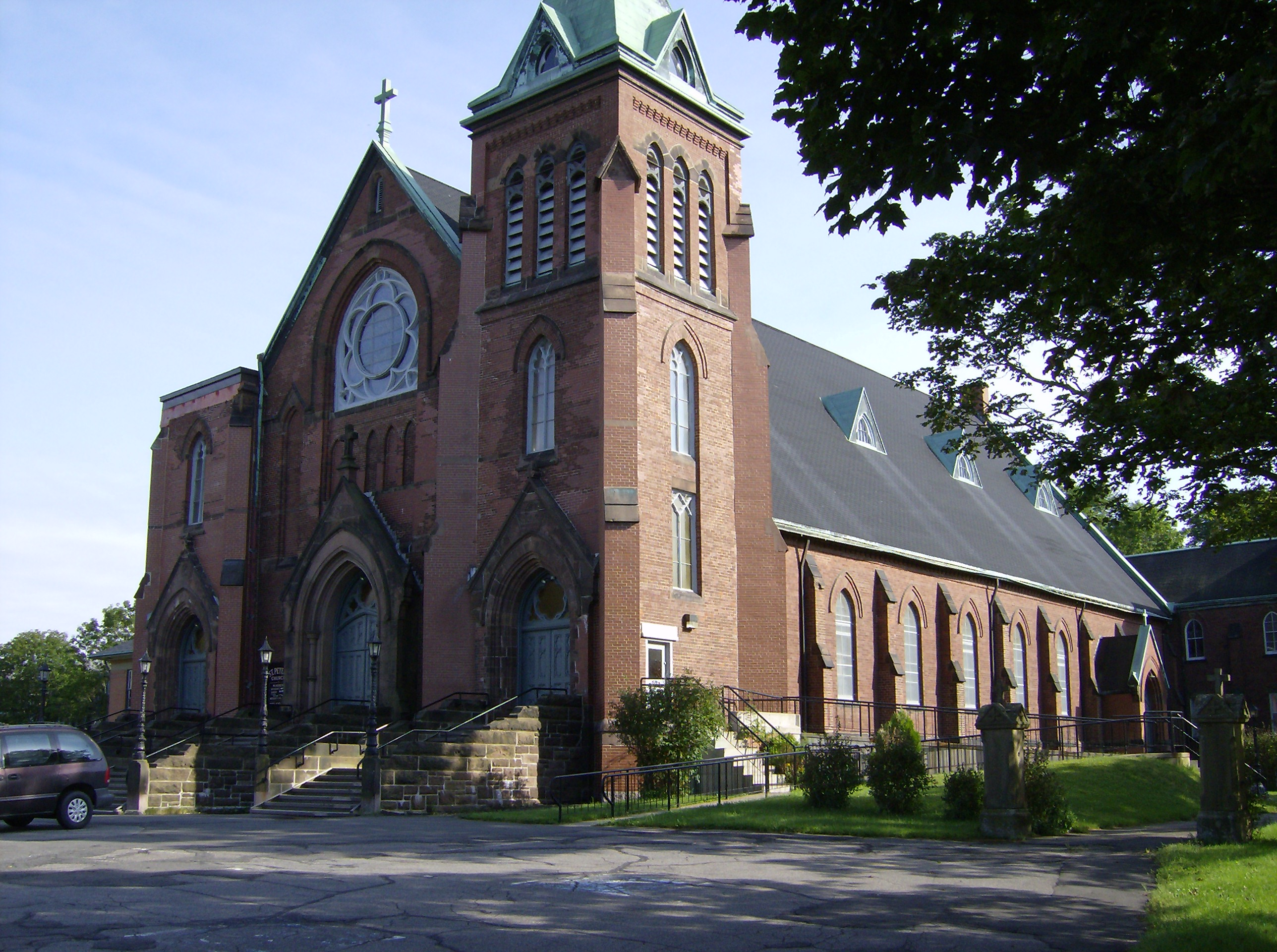
L'église catholique St. Peter's.
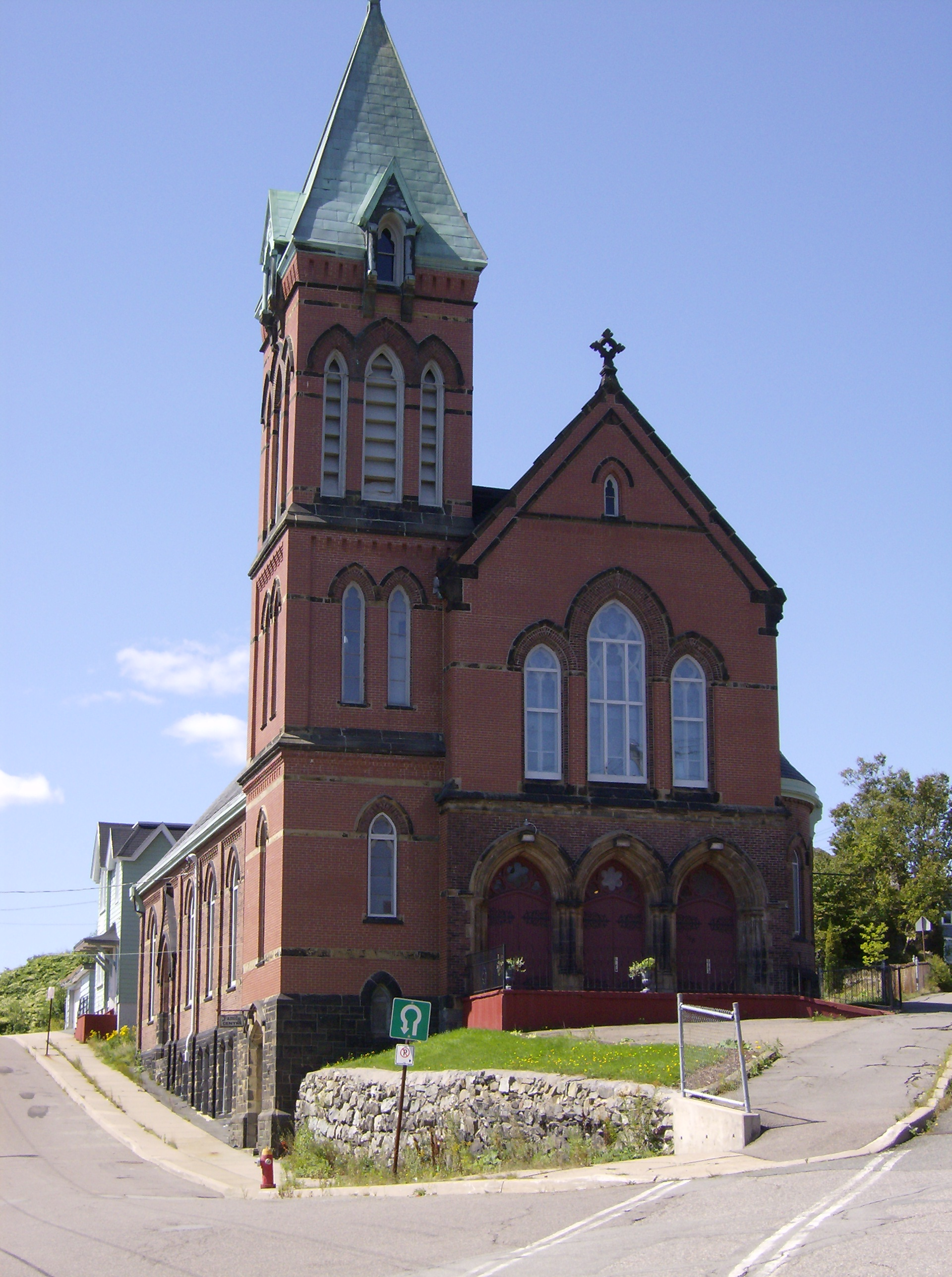
L'église catholique Holy Trinity.
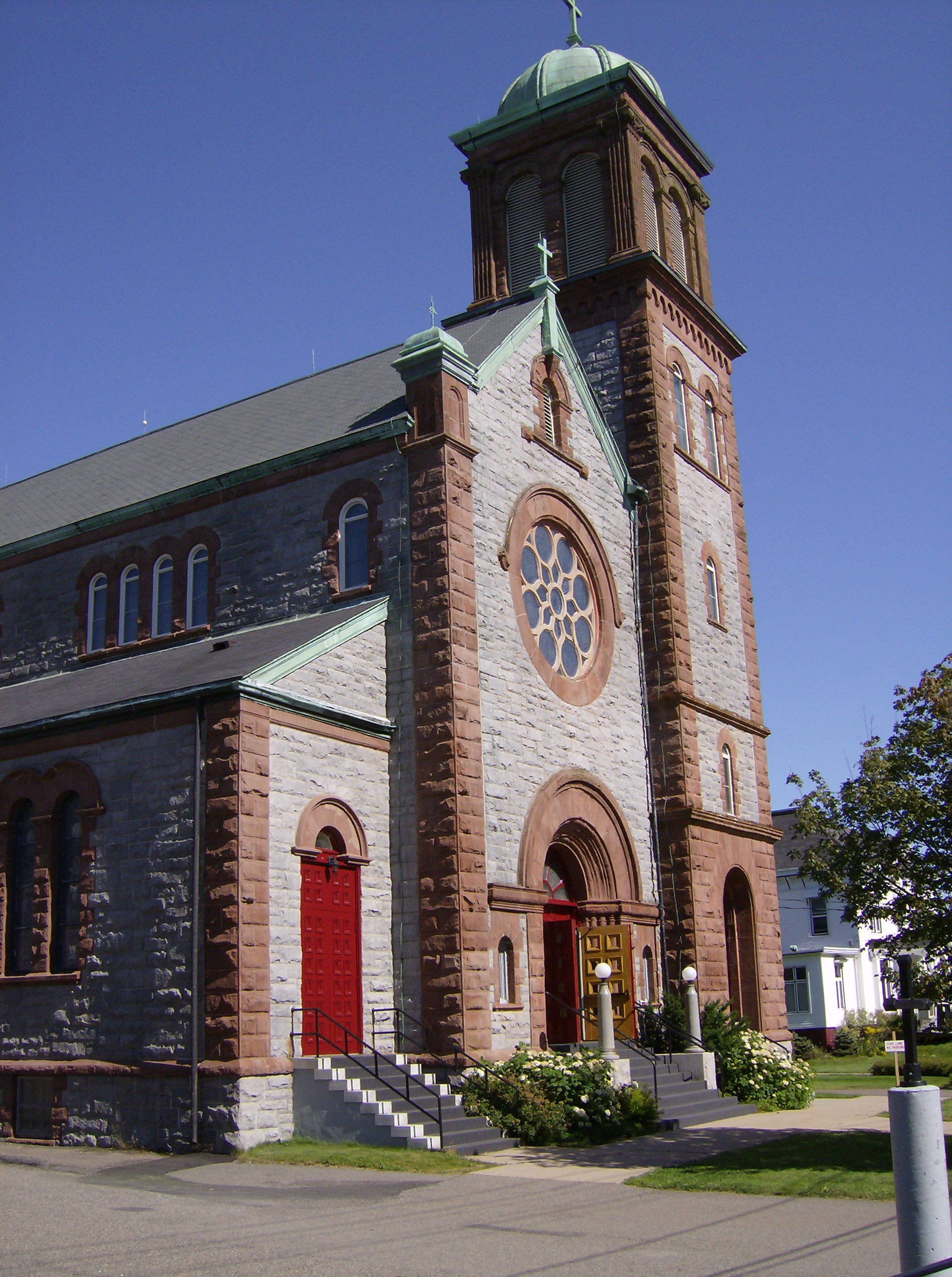
L'église catholique Assumption.
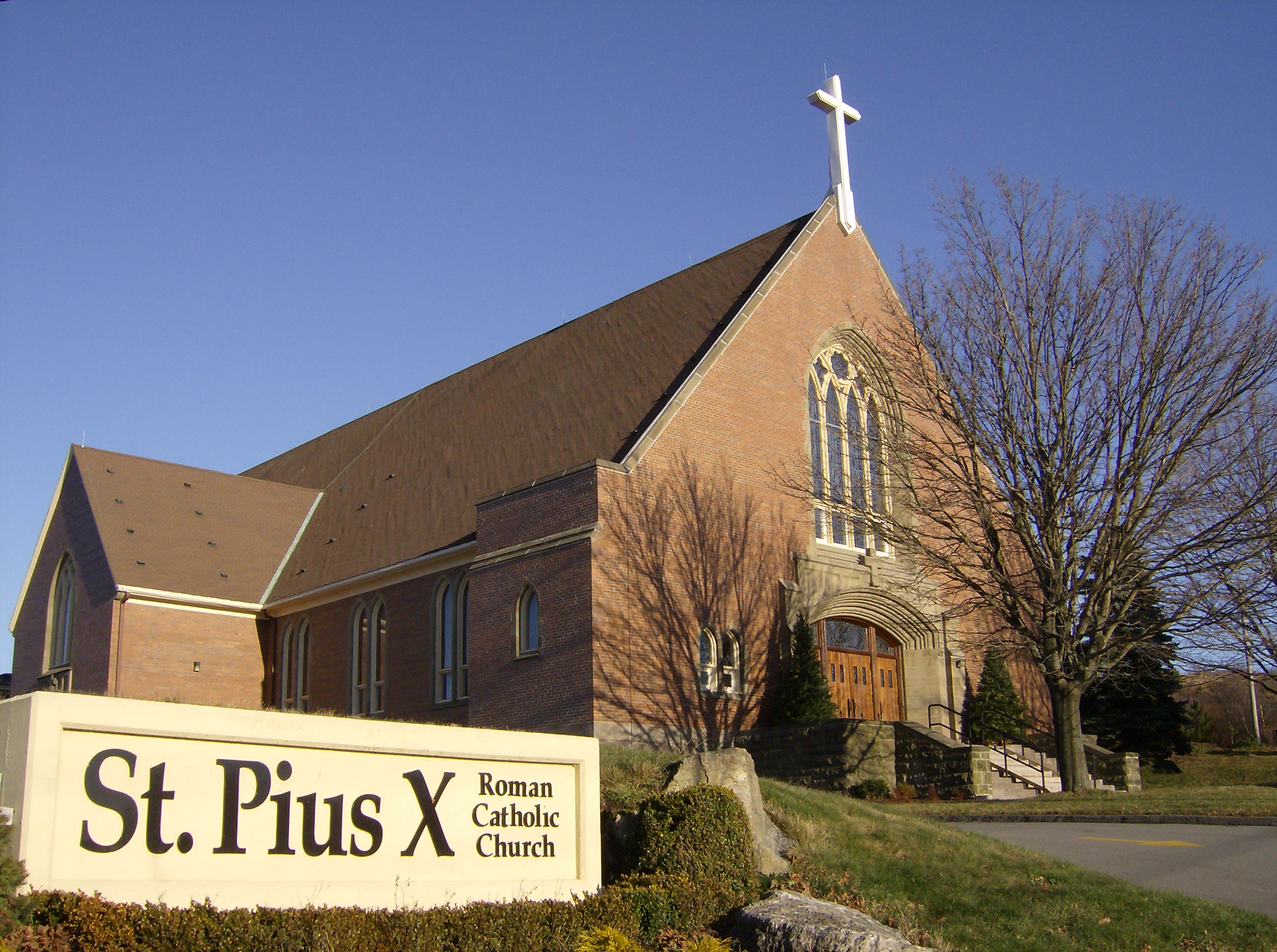
L'église catholique St. Pius X.
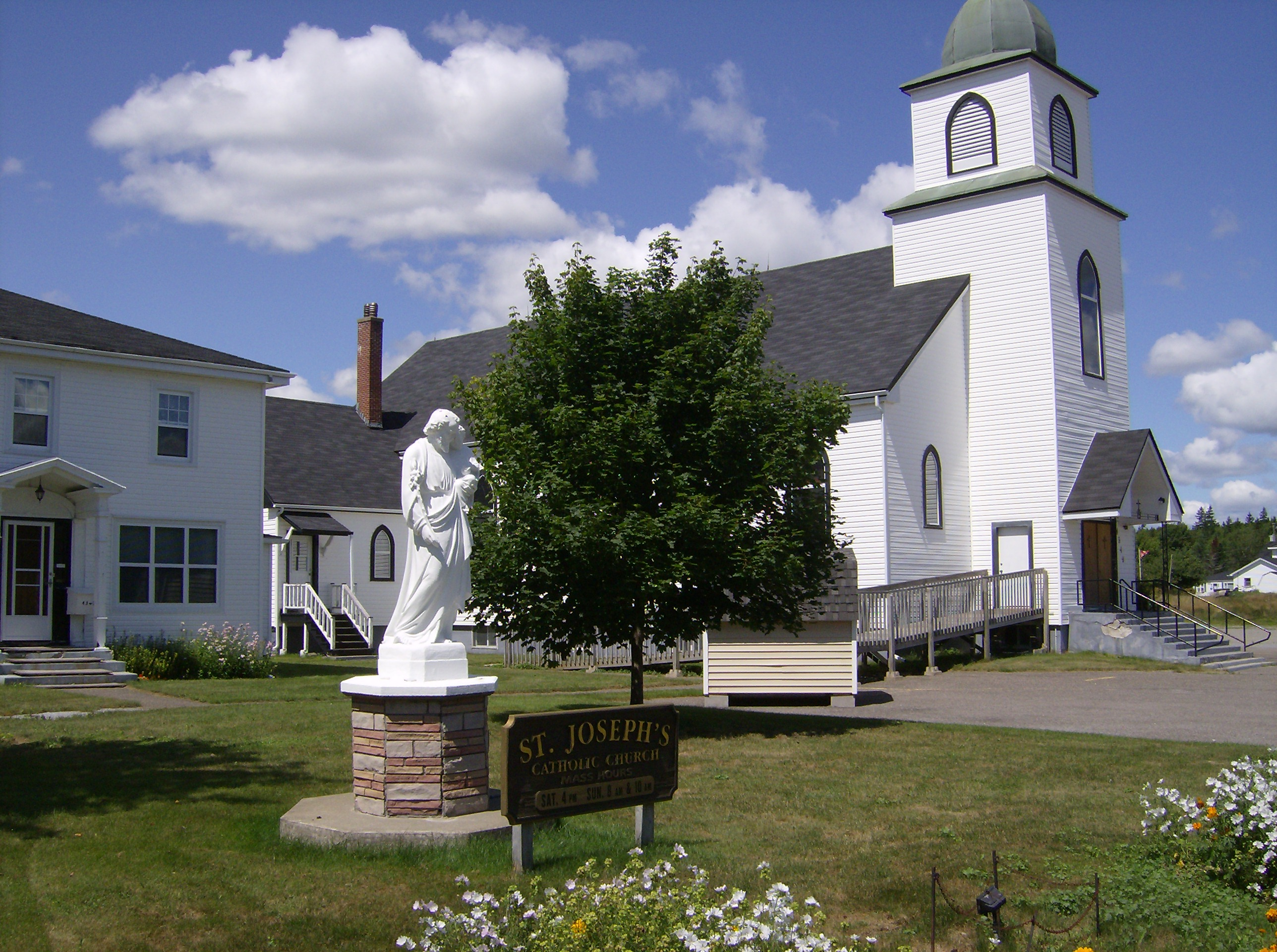
L'église catholique St. Joseph's.

La prière est toujours récitée au conseil municipal.

## Forces armées
En plus de posséder plusieurs forts historiques, Saint-Jean accueille plusieurs unités de réserve des Forces armées canadiennes.
- NCSM Brunswicker, une division de la réserve navale de la marine canadienne[75].
- La Compagnie D du 1er Bataillon du Royal New Brunswick Regiment, une unité d'infanterie du 37e Groupe de brigades canadien[76].
- 3e Field Artillery Regiment (The Loyal Company), le plus ancien régiment d'artillerie au Canada et le troisième dans le Commonwealth, faisant aussi partie du Groupe de brigades canadien.
- 31e Bataillon de service, aussi dans le 37e Groupe de brigades canadien.
- 722e Escadron des communications, une unité de la réserve des communications[77].

### Eau, énergie et communications
La cité utilise trois usines de traitement des eaux usées. La dernière, inaugurée en 2011, fait partie d'un projet destiné à nettoyer le port de Saint-Jean.

## Culture

### Architecture et monuments
Saint-Jean possède un important patrimoine architectural et historique, avec une centaine de sites historiques nationaux, provinciaux et municipaux.
Les principaux sites sont :
- La tour Martello de Carleton
- L'île Partridge
- Le Marché de Saint-Jean est un site historique national. Ce marché public est situé au nord-ouest de Kings Square. C'est un édifice de style Second Empire en briques rouges construit en 1876[80].
- L'église anglicane Trinity est une église en pierre de style néogothique située sur la rue Charlotte, dans le secteur Trinity Royal. Elle fut construite entre 1879 et 1880 et fait partie d'un groupe d'édifices construits entre 1877 et 1881. En effet, la première église fut construite en 1791 mais démolie lors du Grand Incendie de 1877. La flèche fait 60 mètres de haut et possède une horloge. L'église est importante pour la ville car elle fut la première fondée après l'arrivée des Loyalistes[81].

Il y a deux attractions de bord de route à Saint-Jean: une ancre et une sculpture représentant un original.

### Langue
Selon la Loi sur les langues officielles, Saint-Jean est officiellement bilingue puisque c'est une obligation pour les cités, peu importe la proportion de francophones ou d'anglophones.

### Événements
Le concours de talents Saint John Idol a lieu tous les mercredis d'été.

### Arts
De la danse, du théâtre et de la musique classique sont présentés au Théâtre Impérial.